# HAWAII FIVE-0
『HAWAII FIVE-0』（ハワイファイブオー、Hawaii Five-0）は、2010年から2020年に放送されたアメリカ合衆国のテレビドラマ。1968年から1980年にかけて放送されていた『ハワイ5-0』のリブート版である（製作総指揮のピーター・レンコフは他に「マクガイバー」、「私立探偵マグナム」をリブートしている）。制作はK/O Paper Productsと101st Street Televisionで、またCBS Productionsとの共同製作。
オリジナル版と同じ放送局のCBSにて、2010年に放送を開始。オリジナル版と同様ハワイ州を舞台とし、州内で起こる犯罪に立ち向かう特別捜査チームの活躍を描く。アメリカ合衆国では、オリジナル版の初回が放送された1968年9月20日から42年後の2010年9月20日月曜日に放送がスタート。2020年4月3日に最終第10シーズンの2時間スペシャルをもって完結した。

## 概要
ハワイ州内の島々で起こる凶悪犯罪に立ち向かう、ハワイ州知事直属の特別捜査班の活躍を描く。チームは元海軍シールズのスティーヴ・マクギャレットをリーダーに、殺人事件から誘拐、テロまで多岐にわたって捜査する。
シーズン1の第一話でリーダーに就任したスティーヴは、チームメンバーとして、彼の父親であるジョンの殺害事件の捜査をしていたホノルル市警の刑事ダニー・ウィリアムズ、元刑事で嘗てジョンの相棒だったチン・ホー・ケリー、チンのいとこでホノルル市警察の新米巡査、コノ・カラカウアの3人を選んだ。
チームの通称「ファイブ・オー」はアメリカ50番目の州、スティーブのアメフトのユニフォームの番号に由来する。シーズン1第3話で試合ビデオを観ていたコノがチーム名に相応しいと言ったことで決まった。シーズン1第4話では本部にも「SPECIAL INVESTIGATIONS FIVEー0」（特別捜査班　ファイブ・オー）と明記され、正式な組織として活動している。
各エピソードは、主に犯罪が行われているシーンまたは死体の発見から始まり、州知事の捜査依頼を受けて捜査が始まる。チームは知事室の権限により犯罪現場への立ち入り許可と警察の協力を受けられる。
基本的には一話完結のストーリーだが、シーズン1ではそれとは別に展開される2つの大きなエピソードがある。一つは第1話で描かれたスティーヴの父・ジョンの殺害事件、及び刑事を引退したジョンが未だに捜査を続けていたという事柄についてである。ジョンがスティーヴに「チャンプ」と言い残した後で殺され、スティーヴはチャンプと書かれた父の工具箱に入っていた捜査ファイルを見つける。一緒に入っていた手紙はウォー・ファットに関するもので、それは自動車爆弾で爆死したスティーヴの母との関連性を示していた（オリジナル版では事故死）。ジョンはいつか息子が捜査を引き継いでくれるだろうと証拠品と共にそれを隠しており、スティーヴは両親の死の謎に迫る。
もう一つはチン・ホーのホノルル市警での金銭の汚職容疑である。チンは元々優秀な警官だったが、掛けられた汚職の疑いを晴らせず依願退職させられていた。スティーヴは生前に父が最も信用していたということでチン・ホーをチームに迎え、チンの潔白を証明するために事件と並行して真実を追う。

## 登場人物

### 主要レギュラー
スティーヴン・ジャック・“スティーヴ”・マクギャレット (LCDR Steven Jack "Steve" McGarrett, USNR)
演 - アレックス・オロックリン、吹替 - 綱島郷太郎
ハワイ出身。アメリカ海軍予備役少佐。海軍兵学校卒業後、アメリカ海軍情報局に5年、シールズに6年在籍した経歴を持つ。彼の名前は戦艦アリゾナで真珠湾攻撃によって亡くなった祖父からきている。父ジョンが殺害され、その葬儀でハワイに戻った際、ハワイ州知事から知事直属の特捜班設立を要請されFIVE-0を結成。リーダーとしてチームを指揮する一方で、父の死の謎を追う。決め台詞は「ぶち込め、ダノ！（Book'em Danno!）」。
ハワイ生まれであるが、実際にハワイで暮らした期間はそれほど長くはないと思われる。(15歳で父がスティーブを守るために本土に行くことになる)が、交友範囲は広く、ネイション・オブ・ハワイの人間とも交流があり信頼もされている。
自宅前がビーチなのでよく出勤前に一泳ぎしている模様。
プライベートではだらしない面が目立ち、特に金銭面においては仲間らと食事に行ってもめったに金を払うことがなく、稀に自分が奢ると言いながら、土壇場で財布を忘れたなどと言って結局、他人に支払わせている。
あらゆる武器の扱いや戦術に精通しており、ハワイ語と中国語を流暢に話せる。正義感が強く仲間思いな人物だが、その反面、直情的で向こう見ずなところがあり、捜査中に協力を拒んだ質屋のドアを手榴弾で爆破するなど破天荒な行動をとることも。シーズン1第12話、チンが拉致されて爆弾を首に取り付けられ身代金を要求された際には、知事らに金の用意を拒まれると、コノと共に警察の証拠保管庫から証拠物件である現金を秘密裏に強奪して身代金に宛てるなど、仲間のためとはいえ重大な法令違反を犯したこともある(この一件は後にコノが懲戒処分を受ける原因となった)。
NCIS:LA 〜極秘潜入捜査班のサム・ハンナとはシールズ時代の同僚であり友人であるが、結局劇中では出会うことがなかった。
シーズン10に至るまでに多くの人の死を目の当たりにしたことで精神的に疲弊し、FIVE-0から一時離脱して一人旅に出ることを決意。飛行機の中でキャサリンと再会して終了する。
使用拳銃は当初シグ・ザウエルP226（初期型）、シーズン1途中から同P226E2にタクティカルライトを装着したものを使用、シーズン2以降は同P226 NavyにシュアファイアX300を装着して使用。突入用の装備はシーズンごと変更されておりアサルトライフルはシーズン1でHK416、シーズン2〜3でノベスキー社製M4カスタム、シーズン4〜8でMK18mod1、シーズン9ではTTIカスタムのAR-15を使用。サブマシンガンはシーズン１〜4までHKのMP5カスタムをシーズン5〜8までHKのMP7A1、シーズン9ではSIGMPXを使用した。
愛車はシーズン7第4話までネイビーブルーの第二世代シボレー・シルバラード1500クルーキャブZ71だったが逃走した犯人に燃やされシーズン7第5話よりシルバーの第３世代シボレー・シルバラード、シーズン10では赤色の最新型シボレー・シルバラードにのりかえているが、捜査中に乗っていることは稀で、主にダニーのカマロを運転している(本人いわく「自分で運転しないと酔う」らしい(S5-1)また、高速で逃走する犯人をシボレー・シルバラードで追いながら「なんで普段ダニーのスポーツカーに乗ってると思う」とも発言している)。他に父の形見の1974年式マーキュリー・マーキスを所有。ちなみに撮影に使われたこのマーキュリー・マーキスはオリジナル版『ハワイ5-0』でジャック・ロード演じるスティーブ・マクギャレットが乗っていた実車である。
ダニエル・“ダニー”（"ダノ"）・ウィリアムズ (Daniel "Danny"(or "Danno") Williams)
演 - スコット・カーン、吹替 - 山路和弘
ニュージャージー州出身。ホノルル市警の刑事。以前はニューアーク市警に勤務していたが、元妻のレイチェルが娘のグレイスとハワイに引っ越した事により、溺愛する娘を追ってホノルル市警へ異動、自らもハワイに移住した。
ジョン・マクギャレットの殺害事件を担当しており、捜査中にスティーヴと鉢合わせしたのがきっかけで、FIVE-0のメンバーになった。
仕事人間で都会好きなためにハワイの生活に慣れず（ハワイに来た初日にホームシックになっている）、いつも島でネクタイをしている（シーズン2以降はネクタイをしなくなった）。ニックネーム｢ダノ｣は、小さい頃のグレイスが舌足らずで｢ダニー｣と言えなかった事から来ている。離婚調停により、グレイスの親権を得た。
基本的には常識人であり、日頃は破天荒な捜査手段をとりがちなスティーヴを諫めたり、もしくは呆れたりするのが常である。が、キレた状態になると丸腰の犯人に発砲したりするなど、ダニー自身も突拍子もない行動をとることがある（チンから「スティーブ化しているぞ」と言われたことがある）。グレイスが誘拐される事件が起きて以降は誘拐事件に対しては特に厳しく、犯人や容疑者に対しては暴力行為も辞さない（スティーヴも止めはするが、一時的にバッジやベストを預かるという形で事実上黙認している）。
シーズン1では全く海に入るシーンが無かったため、スティーブに泳げないと思われていたが、実際は溺れている人を救助できるほど泳ぎは達者で少年時代に海難事故で友人を亡くしたトラウマから海に入らなかったことが明かされた。
物事を悲観的に考えることが多くスティーブにそれを指摘され、口論となることが多い。
唯物論者を自認しており（「実際に目にしたものでも信じない」とまで言っている）、ハワイの土着信仰に対して無頓着な姿勢に周囲の者を困惑させたり怒りを買うことがある。だが幽霊などの超自然的なものに臆病な様子を見せることがある。シリーズ途中から、閉所恐怖症の設定が追加された。
ニューヨーク・ジェッツとペイトン・マニングの熱狂的なファンでもある。
シーズン7から引退を考えるようになり、スティーヴとレストランを開業しようとするが難航し、長期に渡って様々なトラブルが発生する。
シーズン9第7話でついに開業するが同話で撤退することを決意し、カマコナに売却する。
シーズン10最終回では敵の組織に捕まり、逃げ出そうとしたあげくに銃撃されて死の淵を彷徨うがなんとか生還する。
元妻のレイチェルとは何度かよりを戻しそうになったが、結局は破局した。
使用拳銃は当初はシグプロSP2009、シーズン1の途中からH&K P30。突入用の装備はシーズンごと更新されており、アサルトライフルはシーズン1では使用せずシーズン2〜3でコルトモデル933(RIS)、シーズン４〜９ではMK 18mod1のカスタム仕様およびHK416カスタムを使い、シーズン10ではSIG MCXのratterモデルを使用。サブマシンがはシーズン1〜H&KMP5およびMP5K-PDWのカスタマイズモデル、シーズン5〜8ではH&KMP7のA1モデル、シーズン9ではSIG MPXを使用した。また犯人からAKMを鹵獲して使用したこともあった。
愛車はパイロット版ではガンメタリックのフォード・マスタングGT5.0、第2話目からはシルバーのシボレー・カマロRSに乗り換える。その後この車はシーズン4第1話で爆破され、次のエピソードからはブラックの新型カマロSSにかわる、シーズン9からは2019年モデルに乗り換ている。カマロはスティーヴがよく運転しているが、ダニーがスティーヴの態度に対して不機嫌になり、車中で言い合いになるのが定番となっている。リブート版「私立探偵マグナム」クロスオーバーエピソードではマグナムのフェラーリもスティーヴが運転し、彼を不機嫌にさせている。
『NCIS:LA 〜極秘潜入捜査班』シーズン3第21話のクロスオーバーエピソードにゲスト出演している。
ルイス・“ルー”・パーネル・グローヴァー (Lewis "Lou" Purnell Grover)
演 - シャイ・マクブライド、吹替 - ふくまつ進紗
シカゴ出身。シーズン4第1話より登場。アメリカ本土から異動してきたホノルル市警察SWATの隊長。着任早々、FIVE-0本部の立てこもり事件の突入を指揮する。スティーヴとは顔合わせ当初から仲が悪く、その破天荒で無責任な行動（仲間を救うためとはいえ、スティーヴはルーが護送中だったテロリストを強奪した）から彼を危険人物と見なし、スティーヴが知事から全権を委任されたことについて知事に不満を爆発させていた。が、スティーヴとはコンビを組んだ後に和解した。その際自分がかつてシカゴでもSWAT隊長をしており、ある人質事件の説得に失敗し、人質（子供）と犯人の両方を死なせてしまった事が原因で心に傷を負い、逃げるようにシカゴから去って、ホノルル市警察のSWATに配属されたことを明かす。スティーブ曰く、シカゴ市警察では本部長を目指していたとの事。本人はシカゴでは出世コースに乗っており、15年で巡査からSWAT隊長になったと言っている事から、警官としては非常に優秀であると思われる。それから事あるごとにFIVE-0の犯罪捜査に協力していたが、シーズン4最終話にて、娘を人質に取られてやむなく犯人の言いなりになる、という警官としては許されない行動を取り(これは結果的に、初対面時にスティーヴが行ったことと同様の行動をとったことになった)、事件解決後に責任をとって辞職。後にスティーヴの根回しによってFIVE-0にスカウトされる。シーズン5よりレギュラー。シーズン6においてシカゴ市警察の同僚で友人だったクレイを横領で逮捕した結果、以後、古巣であるシカゴ市警察の職員たちとは険悪な仲になっている。
またシーズン6では、逮捕したクレイに自らが警察学校を卒業したばかりの頃に関わったFBI主導の潜入捜査の情報を漏らされ、それが原因でマフィアに狙われるなど、危険な目に合う事も少なくない。愛車はブラックのシボレー・サバーバン。
また、妻のホンダ・パイロットを運転する場面も有る。
使用拳銃はキンバー ウォーリアを主に使用 (突入時にはタクティカルライトを装着)。またシーズン9のみグロック34を使用。突入用装備はシーズン4ではMK18mod0、シーズン5ではケルテックKSG、シーズン6〜7ではベネリM4およびM3、シーズン8〜9ではベネリM1スーパー90、シーズン10ではSIG MCXおよびBCMカスタムのM4A1を使用した。
ジェリー・オルテガ (Jerry Ortega)
演 - ホルヘ・ガルシア、吹替 - 高戸靖広
シーズン4第3話「秘められた宝」より登場した、チンの高校時代の同級生であり友人。
秘密結社や陰謀説などオカルトに詳しい変わり者だが、自宅に現れた中国人工作員を返り討ちにして逆に身分を調べ上げるなど、工作員顔負けの情報収集能力も持っている。
何かに成功して感極まると「Booyah!」と叫ぶ癖があるが周りには不評。エルヴィス・プレスリーのマニアでもあり、非常に歌が上手い。
スティーヴの父親の新たな情報を発見するなど、その知識を生かしてFIVE-0に捜査協力。シーズン4では準レギュラーであったがシーズン5よりレギュラーとなり、様々な会社に就職活動を試みながら協力を続ける。
シーズン6より、FIVE-0のコンサルタントとしてホノルル市警の地下にオフィスを設け、そこを情報収集の拠点とする。
ただし、当初はあくまで協力者の立場であり、FIVE-0のバッジは支給されておらず（警察や軍での訓練を受けていない民間人であるため）、本人はそのことに不平を漏らしていたが、
シーズン7第21話でのFIVE-0への貢献から特別にバッジが支給され、晴れて正規メンバーとなった。危険な状況ではなぜか車で突撃して状況を好転させる場面が多い。
シーズン9より防弾ベストを着て現場に出るなど活動を広げている。
元々は実家で家族と暮らしていたが、家族が引っ越しを行うのを機にチンの家に居候になっている。シーズン7からはFIVE-0本部に泊り込みするようになり、
その後ハワイを離れたマックスの家を借りて住むことになった。いい関係になる女性も何人かいたがあまり長続きしている様子はない。
シーズン9最終話にてFIVE-0本部に乗り込んできたオマール・ハッサンの妻から銃撃を受け重傷を負ったことを機に、今までやりたかったことを後回しにしていた人生について考え直し、
シーズン10第1話で惜しまれながらもFIVE-0を離職している。FIVE-0を辞めてもいつでも協力する旨を発言していたが結局その後の再登場はなかった。
自家用車はホンダ・ラグレイト(北米版オデッセイ)
タニ・レイ (Tani Rey)
演 - メーガン・ラス、吹替 - 行成とあ
シーズン8第1話より登場。母は早くに亡くし、父も警察学校時代に亡くして今は弟コアと二人きりの家族になっており弟のことを常に心配しているが、いくら止めても犯罪に手を出す弟に手を焼いている。
ポリスアカデミーでは優秀な候補生であったが、理不尽な教官への暴行やカンニングなどで放校処分となりライフセーバーとして働いていたところをFIVE-0にスカウトされる。
シーズン9第18話でスポーツジムにインストラクターとして潜入捜査した際には会員に好評だったようで後に正式に働かないかと勧誘されている。
破天荒な行動と性格から女版スティーブと呼ばれていたが、愚痴も多いためダニーを彷彿とさせる部分も多い。
やがて弟が更生していくのと同時に同僚のジュニアと良い仲になっていき、友達以上恋人未満の関係が続いていたが、ジュニアが海軍の予備役で招集されたことで自身の気持ちに気づき、お互いに愛し合うようになる。
カマコナ (Kamekona Tupuola)
演 - テイラー・ウィリー、吹替 - 杉野博臣（シーズン3より｢杉野田ぬき｣に改名）
ハワイ式かき氷屋｢ワイオラ・シェイブ・アイス｣及びエビ料理屋台｢カマコナズ・シュリンプ・トラック｣を経営。時折ドジも踏むが頭の回転は良く、商才に優れている。
元は前科のある犯罪者だったが、チンの説得で現在は足を洗って裏社会にも精通する情報屋としてFIVE-0に協力する。
ヘリコプターを分割払いで購入して観光産業をはじめたり、奇妙な新メニューなど次々と思いついてはFIVE-0メンバーを巻き込む。
FIVE-0の事件解決の打ち上げがカマコナズ・シュリンプ・トラックで行なわれることもある。
一見、金儲けにしか興味がない印象を受けるが、少年の更生に尽力したり、山火事の現場で消防員達を食事で支援したり、悪党からくすねた大金を体育館建設に匿名で寄付をしたりと誠実な人物でもある。
リブート版『私立探偵マグナム』ではスティーヴとダニーが手放したレストランのオーナーとして登場する他、準レギュラーとしてしばらく参加していた。『MACGYVER/マクガイバー』シーズン1第18話にもゲスト出演している。
愛車はフォード・ブロンコ。
デューク・ルケラ (Duke Lukela)
演 - デニス・チュン、吹替 - 町田政則
たびたび現場で捜査を共にする老齢のホノルル市警巡査部長。ジョン・マクギャレットはデュークが新人だった頃からの先輩。
シーズン8第22話では孫娘のアケラが誘拐され、警官を負傷させ証拠品を盗み出す事件を起こす。
シーズン9第4話では以前の事件の聴聞会が開かれ、免職を受け入れる気でいたがアケラが起こしたトラブルを機に考えを改め、孫娘の生きる規範になりたいとシーズン9第6話で職務に復帰する。
リブート版『私立探偵マグナム』でも登場する。
演じるデニス・チュンは旧作でチン・ホーを演じていたカム・フォン（本名：カム・フォン・チュン）の息子である。
ノエラニ・クンハ (Dr. Noelani Cunha)
演 - キミー・バルミレオ、吹替 - 平井祥恵
マックスの後任の検視官。シーズン7から登場し、マックスがアフリカに移住した後はレギュラーとなる。
マックスとは打って変わって常識的な人間であり、FIVE-0のメンバーや協力者の応急処置に頻繁に呼び出される際は呆れながらも対応している。
ただジェリーが噂の死体を探すという話になった際は、鑑識で使う機械を持ち込んで協力したことがある。
両親からは死体を扱う検視官という仕事に反対されていたが、シーズン10第18話での牧師である伯父の殺害事件をきっかけに理解される。
高所恐怖症であり、クルーズ船の捜査に向かうヘリコプターの中ではずっと不安そうにしていた。
リブート版『私立探偵マグナム』にも登場。主人公のマグナムとは顔馴染みとなっている。
ジュニア・レインズ (PO2 Junior Reigns,USNR)
演 - ビューラ・コアレ、吹替 - 奥田寛章
シーズン8第2話より登場。アメリカ海軍予備役二等兵曹。
元シールズの隊員で、海軍を除隊しFIVE-0に入りたいと申し出るがスティーブからは当初はポリスアカデミーを卒業してからでないと駄目だと断られ、彼の勧めでアカデミーに通い始めるが、
以後も度々FIVE-0に協力することとなり、その際の活躍が認められ、シーズン8中盤に正式にFIVE-0のメンバーとなりバッジが支給された。
経歴から他のメンバーと違いスティーヴの捜査手段には疑うことは無い。ホームレス用のシェルターで寝泊まりしていたのをスティーヴに見つかり、以後スティーヴの家に居候している。
妹のマヤを交通事故で喪っており、そのことで父とは確執があって実家とは疎遠になっていたが加害者の仮出所を認める決定に賛成したことが父の怒りを買い、ついに絶縁宣言されてしまう。
その後、実家に旧友が空き巣に入った事件をきっかけに父がジュニアの派兵当時に上官と手紙のやり取りをして自分を大切に思ってくれていたことを知り、関係を修復する。
タニとは憎まれ口を叩き合う仲であったが、後に恋人関係となる。
アダム・ノシムリ (Adam Noshimuri)
演 - イアン・アンソニー・デイル、吹替 - 羽田真
ヒロ・ノシムリの長男。父親のヒロが死亡（当初は偽装であった）したことで、ヤクザの家業を継ぐ。シーズン2の中盤よりコノの恋人となり、コノのために組織をまっとうな物にするべく活動していたが、コノには隠し事をしがちになったため、不審に思われていた。シーズン3終盤にて、組織の健全化のための活動が弟であるマイケルらから反感を買い、派閥争いに発展。そしてコノを殺害しようとしたマイケルと争った挙句に、彼を殺害してしまう。マイケル一派からの報復を逃れるためにドリスの手引きでコノと共に中国へ旅立つ。シーズン4前半ではコノと共に香港に潜伏していたが、追っ手によってコノが危険に晒されるのを防ぐためにあえて捕まる。その後取引して切り抜けるも、コノらに迷惑をかけまいと姿をくらませる。マイケル一派がすべて逮捕され本人も安全となったことで、コノによってアメリカ本土のシアトルに潜伏しているのを発見され、ハワイに戻った。以後コノとは同棲し、シーズン5最終回にて結婚する。
シーズン6序盤でFIVE-0に対して恨みを持つガブリエルの陰謀に巻き込まれ、銃で撃たれて重傷を負う。回復するものの、再びガブリエルの策略で嗾けられたヤクザの手下2名に殺害されかかり、返り討ちにするがそれが原因で殺人犯となり、司法取引などの結果、懲役18ヵ月の刑を受けハワイの刑務所で服役することになるがシーズン7第5話「判定」にて仮釈放されている。
シーズン8にて当初はアメリカに渡ったコノについていったが、一時的にハワイに帰省した際にヤクザ絡みの犯罪捜査等、複数の捜査に協力することになり、スティーヴよりFIVE-0への正式な協力を求められ、承諾。シーズン8中盤にメンバーとして活動し、その後に再び本土に渡った。シーズン9第6話でハワイに帰省し、本土に渡ったコノとは「仕事が全て!」と彼女の方から切り出され離婚したとアダム自身が語った。酒に溺れて自暴自棄になっている時にダニーを介してスティーヴにFIVE-0に誘われ、正式なメンバーとなる。ベストと銃器を装備して突入作戦に従事するなどより活動を広げている。そんな中、ヤクザの娘である幼馴染を助けようとして偽装強盗を企てたことがあり、しかし幼馴染の父が話を付けていたことから無駄に終わり、このことを理由に一度はメンバーから脱退する。その後ハワイのヤクザを牛耳ろうと暗躍するが、実はハワイのヤクザを一掃するための作戦であり、この手柄もあって諸々の件を不問とされる。
クイン・ルー (Quinn Liu)
演 - カトリーナ・ロー、吹替 - 本田貴子
シーズン10第1話より登場。犯罪を犯した退役軍人の観察が仕事で、消息不明になった元軍人２名の捜索中に度々FIVE-0と衝突する。しかし二人の元軍人がFIVE-0が探していた香港マフィア暗殺事件の犯人であることが分かり捜査に協力する。結果的に軍人２名を救うことが出来ず、暗殺事件の首謀者であるカレンを糾弾するが証拠不十分として棄却され、FIVE-0メンバーと一緒に捜査を進めることになる。陸軍犯罪捜査司令部(CID)の2等軍曹だったが、捜査のために命令違反や書類偽造をして憲兵隊の軍曹に格下げされており、軍人としてのキャリアを望めなくなっていたためFIVE-0のスカウトを承諾。第4話より正式なメンバーとなる。
ジェイクという素行のだらしない元夫がおり、彼の連れ子だったオリビアという娘のことを今でも気に掛けている。

### 過去の主要レギュラー
チン・ホー・ケリー (Chin Ho Kelly) （シーズン1-7）
演 - ダニエル・デイ・キム、吹替 - 新垣樽助
元ホノルル市警察の刑事。韓国系及び日系アメリカ人の血を引いている。スティーヴの父親・ジョンの嘗ての相棒であり、ジョンからは最も信頼されていた。刑事在職中に金銭の横領容疑をかけられたが、自らの信念のため一切の釈明をせず辞職。その後州の警備員として働いていた所をスティーヴにスカウトされ、FIVE-0のメンバーとなる。
幅広い人脈と情報力でチームに貢献するも汚職警官としてのレッテルは貼られたままであり、捜査に関わった警官やチンが逮捕した犯罪者からは憎悪の対象として見られることが多い。然しシーズン1終盤、彼の叔父が叔母の医療費を調達するために横領し、そのことを知ったチンが叔父を庇うような形で辞職したという真相が明らかとなる。同時に叔父の横領が露見しそうになり、チンは自前で現金を用意し自身の横領の証拠として提出してまで叔父を庇うが、横領された現金の通し番号と違う紙幣だったため、結果的にその行動によって自分の潔白を証明してしまう事となる。本人が望まなかったとはいえ、過去の罪が冤罪であると周知された結果、シーズン1最終話にて上司の計らいもあり、巡査部長級の刑事から警部補へ昇進し警察に復職する。
寡黙でクールなイメージであるが、ITオタクっぽい面もあり、シリーズ当初では証拠品の破損したコンピューターデバイスを修復したり、本部のコンピューターシステムが一新された際はアップグレードされたスペックを嬉しそうに説明する場面がある。
シーズン2では以前付き合っていたマリアと復縁して結婚したが、その直後デラーノ一味によってマリアを殺害される。
シーズン6の終盤で母親を殺された少女サラがマリアの姪であることが分かり、身元引受人となる。シーズン7では紆余曲折を経て彼女を養子に迎える。
シーズン7終盤、連邦捜査官のロバート・コフリンよりサンフランシスコにおける新しい捜査班のリーダーの仕事を持ち掛けられ、恋人となったアヴィとサラと共に移住し、FIVE-0より離れたことがシーズン8で語られる。
高校時代はフェンシングにバンド、数学クラブ等に参加、アメフトではエースでクォーターバックをしており、スティーヴに全ての記録を抜かれるまではハワイ一の選手だった。
使用拳銃はシーズン1ではS&W M5906、シーズン2以降はシグ・ザウエルP229R(シーズン3からは突入時にタクティカルライトを装着)。突入の際にはベネリM3ショットガンを携行する。
愛車はレットのフォード・マスタング(初代)及びハーレーダビッドソンFXSTSソフテイル・スプリンガー。
『NCIS:LA 〜極秘潜入捜査班』シーズン3第21話のクロスオーバーエピソードと『MACGYVER/マクガイバー』シーズン1第18話にゲスト出演している。
コノ・カラカウア (Kono Kalakaua) （シーズン1-7）
演 - グレイス・パーク、吹替 - 松井茜
チン・ホーの従姉妹。プロサーファーだったが怪我のために引退し、警官を目指してポリスアカデミーに通う。アカデミーの卒業直前にFIVE-0の潜入捜査に参加し、その功績が認められ警官になると同時に正式にメンバーとなる。女性ながら腕っぷしが強く射撃の名手。
FIVE-0メンバー中最年少であるが気が強く、押しも強い。情報屋から情報料を要求された際、「私より給料が多いでしょ」と同行していたダニーに支払わせている。また、潜入捜査でマイクロビキニを着せられそうになった際も自前の水着を着ると言って、ビキニをスティーブに投げ返している（彼女が着るかどうかルーとスティーブで賭けをしていた）。しかし男性の裸に対する耐性はなく、全裸になった男性を目の前にした時は慌てて顔をそらし逃げられそうになっている。
捜査中に口説かれることが多く、参考人や容疑者の取り調べ中に口説かれることもある。
シーズン1第12話にて、人質となったチンの身代金を用意するためにスティーヴと共に証拠保管庫から現金を奪ったところ、その姿を近隣住民に見られてしまい、シーズン1最終話で懲戒免職の処分を受けてしまう。それからしばらくFIVE-0と疎遠になるが、シーズン2第5話でフライヤー警部(後述)の命令でデラーノ一味に潜入するための偽装工作だったと判明。デラーノの潜入捜査終了後、表向きの懲戒免職を取り消されFIVE-0に復帰する。
シーズン2第21話で彼氏がいることを仄めかしたが、翌第22話で交際相手がヤクザの息子であるアダム・ノシムリと判明。しかし隠し事をしがちなアダムには不信感も持っていた。そしてシーズン3の終盤、アダムの実弟であるマイケルの陰謀に巻き込まれ、殺人の嫌疑をかけられる。嫌疑を晴らすための証拠を手に入れるもマイケルに襲われ、殺されかけたところをアダムによって救われる。だがその結果、アダムはマイケルを殺害し一味から報復を受けそうになったため、コノは彼を守る決意を固め、FIVE-0の助けの下でアダムとともに中国へ逃亡した（演じるグレースが妊娠したため、仕事を減らす必要があった）。アダムを狙う刺客の脅威が去った後には、再び現場復帰を果たす。シーズン5最終回にアダムと結婚した。
シーズン7における少女人身売買事件に関わったことで義憤に駆られ、アメリカ本土の人身売買組織撲滅のためにシーズン7最終話に誰にも告げずに本土へ渡り、そのままFIVE-0を去る。シーズン8にてアダムより彼女の活動が語られるがシーズン9第6話にてアダムから仕事を優先する為に離婚した事が語られた。
使用拳銃はシーズン1では主にS&W M3913レディスミス、シーズン2以降はS&W M&P。他にポリスアカデミー卒業時にスティーヴからKelTec PF-9を贈られている。突入時にはMP5サブマシンガンやH&K MP7等を使用する。
愛車はレッドのシボレー・クルーズLTZ RS。シーズン7からはレッドからブルーへ変更。サーフィンに行く際はビーチが自宅から近いため、自転車を利用。
『MACGYVER/マクガイバー』シーズン1第18話にゲスト出演している。
マックス・バーグマン (Dr. Max Bergman)
演 - マシ・オカ、吹替 - 藤原堅一
検視官。天才と評されているが、ニュース番組が怖くて観られなかったり、ピアノ(プロ級の腕前)を弾いてウォーミングアップをするなど変わった性格をしている。その医療技術は高く、シーズン2第1話では刑務所で重傷を負いつつも脱走したスティーヴを自宅で発見し、治療を施している。ハロウィーンの日にはキアヌ・リーヴスの映画の配役をコスプレしたり、FIVE-0内で映画鑑賞会を計画したりとかなりの映画オタクであり、中でもスタートレックシリーズが大好き。
幼い頃、修道院に預けられてバーグマン家の養子となるが、後に当時ハワイを震撼させた連続殺人鬼“トラッシュマン”に日系人の実母を殺されていたことを知る。事件で知り合い、交際を始めたサブリナという恋人と後に結婚している。
シーズン1ではセミレギュラー、シーズン2よりレギュラー。
シーズン6の終盤から国境なき医師団に3か月ほど従事し、シーズン7中盤において検視官を辞職。医者としてサブリナと共にアフリカに移住することになり、FIVE-0の面々に見送られてハワイを去る。
愛車はオレンジのフォルクスワーゲン・タイプ181｢キューベル｣、ナンバーは「WARP9」だったがシーズン2第1話でダニーのカマロを試乗して気に入り、同シーズン第8話で集めていた化石とDS9のフィギュアのコレクションを売ってイエローのカマロを購入、ナンバーは同じく「WARP9」。「HEROES」で共演したグレッグ・グランバーグがシーズン2第8話にゲスト出演した際には、マックスがグランバーグ演じるジェフ・モリソンに対して「確か前にどこかであってる」との台詞がある。
シーズン7第13話で検視官を辞職。以降はシーズン10第5話で息子のトゥンデをつれて久々に再登場した。
ロリ・ウェストン (Lori Weston)
演 - ローレン・ジャーマン、吹替 - 樋口あかり
元FBI分析官・国土安全保障省のプロファイラー。シーズン2から懲戒免職の処分を受けたコノの後釜として登場する。暴走しがちなFIVE-0のお目付け役として、新知事の命令でFIVE-0のメンバーに加わる。当初は本人も“子守”的な役目が仕事と思っていたが、次第に使命感に目覚め、真摯に捜査に取り組んで行く。が、同シーズン第16話にて新知事からお目付け役であるべき立場を忘れてFIVE-0のやり方を黙認していることを責められてFIVE-0か本土に戻るか選択を迫られ、FIVE-0を辞めて本土の国土安全保障省に戻っていった。
使用拳銃はシーズン2序盤はシグ・ザウエル P239、それ以降はグロック19
キャサリン・“キャス”・ロリンズ (Catherine "Cath" Rollins)
演 - ミシェル・ボース、吹替 - 安藤瞳→北西純子（シーズン2第16話から）
空母エンタープライズ勤務の海軍大尉でスティーヴの恋人で彼のことを時折「水兵さん」と呼ぶ。シーズン3からレギュラーとして登場。スティーヴには食事をご馳走してもらうなどする代わりに、秘かに軍の情報を提供している（当初はこれは違法行為であったが、上官の許可を貰ったためか最近では堂々と情報を流している）。
元同僚ビリー・ハリントンに探偵としてスカウトされたため海軍を辞職。その後コノがアダムを匿うためにFIVE-0を去り、ビリーも探偵の任務中に射殺されてしまったため、コノと入れ替わる形でFIVE-0メンバーになる。
コノが復帰した後もFIVE-0のメンバーとして活躍していたが、シーズン4終盤で、かつて軍在籍時にアフガニスタンで親身になった現地民家族の子供がテロリストに誘拐されて行方不明になり、捜索のためにアフガニスタンへ向かう。当初はスティーヴと共に向かったが探し出せず、単身でアフガニスタンでの捜索を続ける。後に救出には成功するも引き続き現地の村を守るためにアフガニスタンにとどまり、現地の教師として生きることを選んだため、一度破局。
その後、シーズン6序盤でハワイに再びやってきてスティーヴとよりを戻すと思われたが、アジアにおけるボランティアの仕事を続けたいと彼の元を去る。実はボランティアの仕事は嘘で軍に復職しており、CIAに関わる極秘作戦に従事していることがシーズン6後半に露呈する。
シーズン10第22話では陰ながらドリスの暗号を解く助力をするなどして再登場。ドリスやジョーを失ってぼろぼろになったスティーヴの旅立ちに同行する。
愛車はミントブルーの1973年型シボレー・コルベットC3。使用拳銃はS&W M&P。

### 準レギュラー
ウォー・ファット (Wo Fat)
演 - マーク・ダカスコス、吹替 - 原康義
武器商人やテロリストとも関係する犯罪組織の首謀者。スティーヴの両親の死に関わっており、シリーズ前半におけるスティーヴとFIVE-0の最大の敵。
警官に変装しての暗殺など、一流の殺しの腕を持つ。格闘術のスキルも持ち合わせ、スティーヴと高度な格闘戦を行うこともある。投資家としてはアンソニー・シュウという名義を使う。
ドリスを自身の母と強調する場面が多いがその実態はかつてドリスがウォー・ファットの実の母を殺害してしまった際に後悔から彼を引き取って何年も自分の子として育てていたことであると語っている。
シーズン1では知事を殺害してその罪をスティーヴになすりつけ、一時的とはいえ刑務所に入れる。シーズン2ではジェナを利用してスティーブを北朝鮮までおびき寄せて拉致し、
スティーヴの母親であるドリスすなわち工作員「シェルバーン」の情報を手に入れようとする（シェルバーンがドリスであることが判明するのはシーズン3）。
その後大阪に潜伏していたところを逮捕され、ハワイに移送されるがシーズン3でデラーノ一味の協力によって脱獄。
シーズンを重ねるごとに様々な犯罪に手を付け、政治家の拉致、暗殺を行おうとするなど計画が大胆かつエスカレートする。
シーズン3終盤に偽札の原板を狙っていたところをFIVE-0に捕捉され、ヘリコプターで逃走を図るが撃墜されて重傷を負い、顔にも大火傷が残る。
その後、本土の刑務所に移って服役していたがシーズン4最終話にて再度脱獄し、ハワイに舞い戻る。シーズン5中盤でスティーヴを拉致し、死闘の末に射殺された。
シーズン10最終話では10年前の映像に登場している。
ジェナ・ケイ (Jenna Kaye)
演 - ラリサ・オレイニク、吹替 - 浅野まゆみ
シーズン1の中盤より登場。 CIAの分析官で、恋人の敵であるウォー・ファットを追ってハワイへ。
後にFIVE-0のアシスタントとなる。恋人が今も生きていて、その所在を知っているとウォー・ファットに吹き込まれ、彼の駒にならざるを得なくなる。
シーズン2第10話でスティーヴを騙して北朝鮮に呼び出しウォー・ファット一味に拉致させるが、結局恋人は死亡していた。
最後はスティーヴを助けるために居場所の情報を流したためウォー・ファットに射殺されてしまう。
シーズン5第7話のスティーヴの夢の中に病院で恋人の行方を探す女性として久々に登場する。
アヴィ・ダン (Abby Dunn)
演 - ジュリー・ベンツ、吹替 - 渕崎ゆり子
シーズン6第8話より登場。 サンフランシスコ市警察の捜査官でFIVE-0の捜査を参考にするために臨時のFIVE-0メンバーになる。
後にチンと恋仲になるが、実は連邦検事のロバート・コフリンがFIVE-0へスパイとして送り込んだ人物だった。しかしチンを優先したのでFIVE-0のメンバーを降りざるを得なくなる。
ガブリエルの一件後はホノルル警察の警官として勤務している。その後、サンフランシスコの捜査班にスカウトされたチンと共にハワイを去る。
ジョー・ホワイト (Joe White)
演 - テリー・オクィン、吹替 - 麦人
海軍少佐でスティーヴの元上官。スティーヴの父の旧友でもある。シーズン2から登場。
スティーヴとの仲も良好であったが、単独行動が多く秘密主義でもあり、ウォー・ファットとスティーヴの父との関連の秘密を中々話さないことからスティーヴに不信感を持たれる。
しかしスティーヴが北朝鮮でウォー・ファット一味に拉致された際は、FIVE-0やSEALSの仲間と共に奪還のために向かい、その結果、責任を取る形で軍を除隊。
また、ヒロ・ノシムリの死を偽装するなどの工作を働き、それを知らない息子のアダムから狙われるなどウォー・ファット絡みの出来事で徐々にハワイでの身動きがとりづらくなり、
シーズン2中盤にハワイを去る。以後もたびたび登場し、スティーヴらに情報を提供するなどして協力していた。
シーズン9第10話にて過去に中東で行った暗殺作戦で殺害したカマル・ハッサンの息子にスティーヴらと共に命を狙われ、自身のセーフハウスで暗殺部隊と交戦した際に被弾し、命を落とす。
ヴィンセント・フライヤー (Vince Fryer)
演 - トム・サイズモア、吹替 - 廣田行生
シーズン2より登場するホノルル市警察内部調査室所属の警部。
デラーノが悪事に手を染めるまでの相棒であり、デラーノが元警官で組織した犯罪者集団の存在が明るみに出た時に調査を開始。
別件で告発されていたコノを形式上懲戒免職にして、デラーノの組織に潜入させていた。
当初はFIVE-0の方針に反発し、独断でコノを潜入捜査をさせていたことでスティーヴやチンの怒りを買うが、最終的には協力してデラーノを逮捕する。
警部という階級ながら現場主義であり、突入の先陣を切ることもある。非常に強面の人物で、熱血漢で犯罪者に対して容赦のない姿勢を持ち、
デラーノ逮捕後もFIVE-0に協力して合同捜査を何度か行うこととなる。シーズン2最終話にて、デラーノ一味の雇った殺し屋によって殺害されてしまう。
しかし、1発の銃弾を受けただけでは死なず、死亡する直前に殺し屋に発砲、重傷を負わせてFIVE-0に手がかりを残した。
使用拳銃は40口径のグロック22。
フランク・デラーノ (Frank Delano)
演 - ウィリアム・ボールドウィン、吹替 - 堀内賢雄
シーズン2より登場するホノルル警察の元警官。自分と同じように警察を追われた悪徳警官たちを集め、犯罪組織を結成している。
フライヤー警部の元相棒。スティーヴやフライヤーらによってシーズン中盤に逮捕されるが、シーズン2最終話にて殺し屋を雇ってフライヤーを殺害。
更にコノを拉致してチンを脅迫し脱獄、その後マリアを殺害する。
シーズン3第1話にて警察署に侵入して麻薬を強奪し、その販売ルート確保のためにウォー・ファットの脱獄を支援するが、麻薬の運搬中にFIVE-0に捕捉され、銃撃戦の末に最後はチンに射殺される。
パット・ジェームソン (Pat Jameson)
演 - ジーン・スマート、吹替 - 沢田敏子
ハワイ州知事。ジョンの葬儀に戻ったスティーヴにFIVE-0の結成を要請する。
彼女が裏でヒロ・ノシムリやウォー・ファットと深い関わりを持っていたことをモコトから知ったスティーヴは知事への疑念を深め始めるが、知事はウォー・ファットにより殺害される。
サム・デニング (Sam Denning)
演 - リチャード・T・ジョーンズ、吹替 - 乃村健次
シーズン1では副知事、シーズン2から知事。ジェームソン前知事と異なり、FIVE-0に法の遵守を求める。
シーズン4第8話に登場して以降は登場せず、シーズン7から新任の州知事になったため、この間に辞任したとされる。
レイチェル・エドワーズ (Rachel Edwards)
演 - クレア・ヴァン・ダー・ブーム、吹替 - 岡寛恵→氷上恭子（シーズン9以降）
ダニーの元妻。グレイスの母親であり、ダニーと交代で子供の面倒を見ている。ダニーとの第二子チャーリーの妊娠が発覚したのでよりを戻そうとするが後にスタンの子供であることが分かり、
その後はラスベガスへと移住する。しかし、シーズン5にてチャーリーの病気をきっかけに実はダニーの息子であることを告げる。
何度かよりを戻しかけるなど離婚後は少しずつ関係が回復していったが、結局ダニーの方が気が向かず、破綻したまま終わっている。
スタン・エドワーズ (Stan Edwards)
演 - マーク・デクライン
レイチェルの現在の夫で、ダニーの娘グレイスの養父。
エリック・ルッソ (Eric Russo)
演 - アンドリュー・ローレンス、吹替 - 杉村憲司
シーズン3第12話で初登場。ダニーの甥であり、定職に就かずニュージャージーでトラブルを起こしてハワイに来た。性格はかなりのお調子者で女好きだが、感性の鋭いところがある。
ダニーの叱責と捜査への協力から自分を見つめなおし、鑑識になることを決意。シーズン6第3話からは正式に鑑識としてハワイで働くことになる。
性格はあまり変わってはいないが、鑑識の仕事には真剣で場所をそれなりに弁えるようになっている。ダニーをよく「ディーおじさん」と呼ぶが、人前で呼ぶなと叱られるのが定番の流れ。
シーズン9第5話でジェリーに付き合ってキャンプ場へ行って以後は登場していない。
グレイス・ウィリアムズ (Grace Williams)
演 - テイラー・グラブス、エリカ・ブラウン（シーズン8第10話）、吹替 - 佐々木りお
ダニーの娘で、モンキーと呼ばれて溺愛されている。
彼女の名前は、アメリカ同時多発テロ事件と同じ日にニューヨークで殺害されたダニーの元相棒の女性警官グレイス・ティルウェルにちなんでいることがシーズン3第7話で語られる。
シーズン7よりルーの息子であるウィルと交際を始める。シーズン9第12話では車の運転中に悪質な危険運転車によって事故を起こして重傷を負う。
ウィル・グローヴァー (Will Grover)
演 - チョーズン・ジェイコブス、吹替 - 阿久津秀寿
ルーの息子。シーズン7よりダニーの娘であるグレイスのボーイフレンドとなる。シーズン9第9話ではコミックなどのコレクターであることがルーから語られている。
メアリー・アン・マクギャレット (Mary Ann McGarrett)
演 - タリン・マニング、吹替 - 岬凛
スティーヴの妹。シーズン1第4話より登場。軽率な行動をしがちでたびたびトラブルに巻き込まれるが意外な洞察力を見せては事件の突破口になることも。
仕事はあまり長続きせず、客室乗務員や老人介護など職を転々とする。シーズン4第7話では女の赤ん坊を養子にし、死んだ父ジョンに因んでジョーンと名付けた。
ドリス・マクギャレット (Doris McGarrett)
演 - クリスティーン・ラーティ、吹替 - 小宮和枝
シーズン3第1話から登場。スティーヴとメアリーの母で、死んだことにして家族の前から姿を消す前は教師をしていると装っていた。
過去にウォー・ファットの陰謀によって爆死したと思われていたが実際は生きており、日本の駿河湾にある某所に匿われていた。
その正体はウォー・ファットが恐れている｢シェルバーン｣のコードネームを持つ元CIAの工作員。スティーヴとの再会の後、彼の家に居候するようになる。
しかし、スティーヴに内緒で別の作戦を遂行したり、ウォー・ファットに接見したりするなど目的を明かさずに行動するため、スティーヴには不信感を抱かれ、やがてドリスも工作員の仕事に戻るため家を再び出た。
シーズン10第7話で再会した直後、潜入していたメキシコでカルメン・ルシアに刺されて致命傷を負う。それを追ってきたスティーヴとは結局理解し合えないまま亡くなる。
死後、謎の暗号文をスティーヴに届くよう手配していたがそれもダイユ・メイに狙われる原因となる。暗号は遺した大金の在り処を示すものだったが、金銭より母を含めた家族との平穏な暮らしを望んでいたスティーヴは最終的に受け取りを拒否した。
チャーリー・フォン (Charlie Fong)
演 - ブライアン・ヤン、吹替 - 真殿光昭
ホノルル警察の法科学者。コノとは幼馴染の関係にあたる。チャーリー曰くファーストキスの相手がコノだった。マイケル・ノシムリが証拠品の手袋を奪回する際にはナイフで刺され重傷を負う。
シーズン3第21話ではサヴァンナショーの番組内で「Dr.Che ”Charlie” Fong」とテロップで表記されている。
マリア・ウェインクロフト (Malia Waincroft)
演 - レイコ・エイルスワース、吹替 - 大坂史子
シーズン1第14話から登場するホノルル病院の小児科医。チンの元婚約者だったが汚職警官としてのレッテルを貼られ警官を辞めた時に婚約は破棄されていた。
その後捜査で病院を訪れた時に再会し寄りが戻り結婚に至るが、フランク・デラーノ(前述)に殺害される。
ガブリエル・ウェインクロフト (Gabriel Waincroft)
演 - クリストファー・シーン、吹替 - 最上嗣生
チンの幼馴染でマリアの弟。シーズン4第13話より登場。若い頃にコンビニ強盗をした際にチンの父を殺害している。
麻薬や武器密売などを行っている犯罪組織のボスで一度はチンに逮捕されるがチンを追い詰めようとしていたレックスを利用して脱獄。
シーズン6においてファイブ・オーの主要敵対者となる。アダムを罠にはめて刑務所送りにするなど暗躍するがハワイを牛耳るヤクザやマフィアなどの商売敵を一掃しようとして
FIVE-0に妨害されたためにそれらの組織を敵に回し、追い詰められていく。
シーズン6終盤に手下をすべて失った後に潜伏先に入り込んできた麻薬中毒者に撃たれて重傷を負い、FIVE-0に確保されるがその傷がもとで死亡。その最期には娘のサラのことをチンに託した。
サン・ミン・スー (Sang Min)
演 - ウィル・ユン・リー、吹替 - 内田岳志
蛇頭のメンバー。シーズン1でスティーヴらに逮捕されるが脱獄。その後ウォー・ファット絡みのヤクザからの報復を恐れて自ら出頭する。
シーズン3で刑務所の騒ぎに乗じて再び脱獄するがシーズン5に捕捉される。出所後も捜査に協力をしたり、命を救ってもらう等、FIVE-0と関わりを持ち続ける。
粗野な性格でしばしば軽口を叩いて周りを呆れさせることも多いが、FIVE-0の関係者の冠婚葬祭にはメッセージビデオを送るなど律儀な面もある。
自身の特徴的なヘアスタイルに妙にこだわりをもっていて、髪を触られることさえ嫌う。離別した妻子に未練を持っているが、再会はせずに密かに見守っている。
ヴィクター・ヘス (Victor Hesse)
演 - ジェームズ・マースターズ、吹替 - 伊藤和晃
ウォー・ファットの手下でスティーヴの父を殺した犯人。その後、ウォー・ファット一味に口封じで殺されるのを恐れ、冤罪で逮捕されたスティーヴを脱獄させるなどFIVE-0に協力するようになるが、
結局シーズン2第1話にてハラワ刑務所に潜入してきたウォー・ファット自らの手によって殺害される。
ヒロ・ノシムリ (Hiro Noshimuri)
演 - ケイリー＝ヒロユキ・タガワ、吹替 - 筈見純
シーズン1第13話「事の起こり」から登場。日本人のやくざの首領でアダムとマイケルの父親。ウォー・ファットとの関わりを断つためにジョーに依頼して死を偽装するが結局露呈し、
シーズン2第22話で日本にて殺害される。元警官だったコウジという弟がいる。
マイケル・ノシムリ (Michael Noshimuri)
演 - ダニエル・ヘニー、吹替 - 玉木雅士
アダムの実弟。殺人罪で収監されていたが、服役を終えハワイに現れる。警官であるコノと付き合っている上にやくざ稼業を健全な物にしようとするアダムに反発し、
自身の証人をコノから盗んだ拳銃で殺害して罪をなすりつけようとするなど暗躍。自身の派閥を作り、アダムを排除して自分が組織の長になろうとする。
シーズン3最終話にてコノを殺害しようとした際に止めに入ったアダムと揉み合いになり、銃の暴発で死亡。
マモ・カヒケ (Mamo Kahike)
演 - アル・ハリントン、吹替 - 西村知道
シーズン1第13話「事の起こり」から登場。スティーヴとは旧知の仲である、レンタルサーフショップを営むハワイの知恵袋的な老人。サーフィンのオフシーズンにはバスの運転手をしている。
演じるアル・ハリントンは、旧作ではシーズン5以降にFIVE-0のメンバーになったベン・コクアを演じていた。
ローラ・ヒルズ (Laura Hills)
演 - ケリー・フー、吹替 - 海本きくえ
シーズン1第4話「脱獄犯」に登場した公安局の新任連絡官。ジェームソン知事の下で働いている。シーズン1の終盤で自動車に仕掛けられた爆弾で死亡。
ギャビー・アサノ (Dr. Gabrielle "Gabby" Asano)
演 - オータム・リーザー
シーズン2第4話より登場する考古学者。ビショップ・ミュージアムに勤務しており、スティーヴ達は捜査中に発見した金貨を鑑定してもらうために訪れた。
ダニーと交際したが海外調査のためにハワイを離れることが多く、最終的に仕事を優先してダニーとは破局する。
ビリー・ハリントン (Lt. Commander "Billy" Harrington)
演 - ジャスティン・ブルーニング、吹替 - 佐藤美一
元海軍少佐。スティーブの親友であり、キャサリンの元恋人。現役時代はSEAL TEAM 7に所属していた。
除隊後は民間の調査会社をキャサリンと共に始めるがシーズン4第5話「倒れたヒーロー」でキャサリンと不倫の張り込み中に射殺されてしまう。
プア・カイ巡査 (Officer Pua Kai)
演 - ショーン・アンソニー・トムセン、吹替 - 田谷隼
シーズン3より登場する若い巡査。恋愛に対して非常に自意識が強い。
お調子ものなところもあるが職務にはかなり忠実で、相手がFIVE-Oだろうときっちり違反を取ろうとしたこともある。
アンバー・ヴィタリ (Melissa Armstrong / Amber Vitale)
演 - リリー・シモンズ、吹替 - うえだ星子
シーズン4第12話「後悔を抱いて」から登場。ダニーがガソリンスタンドで出会った女性で、車での走行中に沖のレジャーボートから少年にライフルで誤射されたところを
ダニーに救助されたのをきっかけに交際を始める。夫からのDVが原因で名を変えてハワイへ逃亡してきており本当の名前はメリッサ・アームストロングであることがシーズン5第16話でわかる。
ダニーとの交際はしばらく続き、ヒルトンホテルでスティーヴ・リン組とのダブルデートをしたシーズン7第16話を最後に登場していないものの、シーズン8第6話でのダニーの発言から付き合い自体はある模様。
リン・ダウニー (Lynn Downey)
演 - サラ・カーター、吹替 - 白川万紗子
シーズン6第7話「無人島デート」から登場。エリー・クレイトンの紹介でスティーヴが知り合った女性だが初めてのデートから無人島へレジャーに行ってしまう大胆さがある。
彼女もまたメリッサと同じようにシーズン7第16話を最後に登場していないが、シーズン8第6話でのスティーヴによればくっついたり離れたりで長い間つき合っている模様。
シーズン9第1話では別れたとダニーが語っている。
ロバート・コフリン (Robert Coughlin)
演 - インゴ・ラディマッシャー、吹替 - 豊富満
シーズン6後半より登場する連邦検事。ガブリエルに殺害されたレックス・コフリンの弟。チンの内情を探るためにアヴィをFIVE-0の臨時メンバーとして送り込むが、チンと恋仲になってしまい失敗する。
シーズン6の終盤でガブリエル拘束のためにアヴィを通じてFIVE-0の捜査に協力。
その後は和解したようで、サンフランシスコの新しい捜査班のリーダーとしてチンに話を持ち掛け、アヴィと一緒に住むように提案する。
フリッパ (Flippa Tupuola)
演 - ショーン・モクアヒ・ガーネット、吹替 - 北川勝博
シーズン3第9話から登場するカマコナのいとこ。シュリンプトラックを手伝ったり、パーティーに顔を出したりしている。
カマコナとのストライキの交渉として自分のシュリンプトラックを持つようになったが、シーズン8第4話のある事件で全焼してしまう。
エディ（Eddie）
シーズン8第2話から登場する警察犬。元軍用犬だったがアフガンでハンドラーを喪い、退役後はDEAで麻薬探知犬として活躍（故に爆発物、麻薬に対し敏感）していたが
ここでもまたパートナーのポール・ラズィオ捜査官（演-ステファン・オヨン、吹替 - 玉木雅士）を喪う。その後はスティーヴの元で生活や捜査を共にするようになる。
シーズン10第14話ではスティーヴ邸の隣家に咲くハリモクシュクが原因でアフガンでのPTSが発症する。
アリシア・ブラウン（Alicia Brown）
演 - クレア・フォーラニ、吹替 - 五十嵐麗
シーズン7第2話より登場する元FBIのプロファイラー。殺人犯の遺体の口にチェスの駒を残す連続殺人事件に行き詰ったFIVE-0が協力を求める。
事件の根源であるマディソン・グレイに幾度も翻弄されるが最後は殺害されたと思われていた自身の娘を救出し、グレイを射殺する。シーズン8第5話での裁判では執行猶予18か月と酌量した結果が出ており、
FIVE-0の要請には常に応じねばならないとの条件もついていたがそれ以後の登場は翌第6話までであった。

### その他
ジョン・マクギャレット (John McGarrett)
演 - ウィリアム・サドラー、吹替 - 川辺久造
スティーヴの父。ホノルル市警の警察官。チンは彼の相棒であった。
シーズン1第1話「チーム結成！」の冒頭でヴィクター・ヘスによって殺されている。以降、各シーズンにおいて回想シーンで登場している。
吹替の川辺久造はオリジナルの『ハワイ5-0』でジャック・ロード演じるスティーブ・マクギャレットの声をあてていた。
「Five-0」とは元々は彼が家族のことをそう呼んでいたことにちなんでいる。
アンクル・チョイ (Uncle Choi)
演 - ジョージ・タケイ
シーズン3第11話「ガーディアン」に登場したチンのおじ。自家製の酒を造っており、FIVE-0の事件解決に一役買っている。シーズン7第11話でもチンの誕生日にビデオレターで登場する。
ダニーは彼に会った際にチンにおじさんがたくさんいるとは認識しているらしく「何人おじさんいるの？」と尋ねており、シーズン3第3話でボートを借りた「チンのおじさん」とは別人と思われる。
ミンディ・ショー(Dr. Mindy Shaw)
演 - アマンダ・セットン、吹替 - 志田有彩
S5-1で初登場。ジョンズ・ホプキンズ大学卒業後、マックスの指導下におかれる新人。
マックスは事前にダニーのことを「皮肉屋で、人間嫌いで短気な相棒」などと警告したが、かわいいと評している。以後6回の登場がある。
教会の男性(Jack Lord)
演 - ケネス・マテピ、吹替 - 秋元羊介
シーズン7第1話。教会で憔悴していたスティーヴと言葉を交わした男性。オリジナルの『ハワイ5-0』でスティーブ・マクギャレットを演じたジャック・ロードの顔をCGで合成して出演している。

### ゲスト出演
アダム・チャールズ (Adam 'Toast' Charles)
演 - マーティン・スター、吹替 - 里卓哉
シーズン1第2話「家族」より登場。もっぱらトーストとしか呼ばれない。ふざけたノリだがハッカーとしての技術は確か。ダニーの知り合いで「ジャージー」と呼んでいる。
シーズン6第22話では空飛ぶペンギンにフンを落とさせるゲームを開発して大儲けしている。
高度なパソコンスキルが必要な時にはFIVE-0に協力させられるが、それが災いしてシーズン8第4話ではアーロン・ライトが自身をFIVE-0に必要とさせるために殺害される。
森本正治
演 - 本人、吹替 - 茶風林
シーズン1第20話｢父の想い｣から本人役で出演し、その後もたびたび登場する。｢料理の鉄人｣三代目｢和の鉄人｣で、ホノルルを含め日・米・インドに自身のレストランを7店舗持つ。
シーズン5第11話「盗まれた名画」にも再度登場、カマコナが料理対決に出場するためマクギャレットを通して修行を依頼される。
始めは断ったが対決相手が出店を狙っていた場所を取り合ったことのあるチョイだと知り引き受ける。また、シーズン6第14話でも出演、ルーとはゴルフ仲間。
ウォルトン・ドーキンス (Walton Dawkins)
演 - バルサザール・ゲティ、吹替 - 落合弘治
シーズン1第4話「脱獄犯」に登場した服役中の凶悪犯。収容されている州刑務所から看守を人質にして脱走した。
カヴィカ (Kawika)
演 - カラ・アレクサンダー、吹替 - 佳月大人
シーズン1第6話「ノースショアの銃弾」から登場。ハワイのライフスタイルを護る「カプ」のリーダーでメンバー達からは尊敬され畏れられている。
スティーヴ達とは初対面時こそ若干険悪な関係だったが親交を深めてゆき、個人的な交流も持ち始めてたびたび登場する。
グラハム・ウィルソン (Special Warfare Operator Graham Wilson, 2nd Class)
演 - アダム・ビーチ、吹替 - 佐藤美一
シーズン1第7話「真実を求めて」に登場。元シールズの兵士だが戦場で大きなトラウマを抱えてしまい、投薬を中断したため記憶にも影響がある。
自宅で妻の死体を発見した際に自分が殺害したかもしれないと思い込み、犯人を見つけろと要求して戦艦ミズーリに人質を取って立てこもる。
エド・マッケイ (Boatswain's Mate, Ed McKay, 1st Class)
演 - ロバート・ロッジア、吹替 - 村松康雄
シーズン1第7話「真実を求めて」に登場。戦艦ミズーリでツアーのガイドをしている退役軍人。ミズーリに潜入したスティーヴと出会い、協力者となる。
実はスティーヴの祖父スティーヴ・マクギャレットとは戦艦アリゾナでの知り合い。
カレオ (Detective Kaleo)
演 - ジェイソン・スコット・リー、吹替 - 髙橋耕次郎
シーズン1第8話「信念」に登場。オチョアカルテルと癒着していた汚職警官でフランク・デラーノともつながりを持つ。
ダニーの元相棒メッカに汚職容疑を擦り付け殺害、証拠となるオチョアも殺害するがサン・ミンの証言で罪を暴かれる。
シーズン2第19話では服役しているハラワ刑務所内から弟のダリルとその元妻アンジェラに指示を出して証拠品輸送車からダイヤを奪わせる。
シーズン3第13話にも登場。ハラワ刑務所に拉致されたチンを襲う。
ケージ巡査部長 (Sergeant Cage)
演 - ジョン・セダ、吹替 - 小野塚貴志
シーズン1第8話「信念」に登場した内務調査官。ダニーの元相棒・メッカの汚職疑惑の調査を担当していた。
パク将軍(General Pak)
演 - リック・ヤン、吹替 - 後藤哲夫
シーズン1第9話「将軍暗殺計画」に登場。サンディマールから妻と息子を連れてハワイへと来る。自国では悪逆の限りを尽くしており暗殺の対象になっているが、
実はハワイへとやってきたのは亡命が目的で、国連の場で自国の軍事政権と主席について証言をして戦争を終わらせることで償おうと考え、またそうした姿を息子に見せることにあった。
ニック・テイラー(Nick Taylor)
演 - マックス・マーティーニ、吹替 - 家中宏
シーズン1第9話「将軍暗殺計画」に登場。元シールズでスティーヴの旧友。退役後、警備会社を興しており今回はパク将軍の警護にあたっている。
専門用語や略称を多用して喋り、ダニーには嫌われている。警護にあたりながら実は将軍の証言を阻止するための暗殺の依頼も受けておりマクギャレット邸での戦闘の末スティーヴに射殺される。
ミスター・チー (Mr. Chi)
演 - ツィ・マー、吹替 - 紺野相龍
シーズン1第14話「無実の男」に登場。雇われて生首の入った箱を車で運んでいたが死亡したハンは彼の息子で、自動車整備工場を営んでいる老人。
一家は7年前にハワイに来た不法滞在者だったが、スティーヴの計らいで知事からアメリカの市民権を与えられ、スティーヴには探していた車のマスターシリンダーを探し出してくれる。
マット・ウィリアムズ (Matt Williams)
演 - デイン・クック、吹替 - 斎藤志郎
シーズン1第18話「ロング・グッドバイ」に登場。ダニーの弟。コロンビアの麻薬カルテルの金をロンダリングしようとしている容疑でFBIからマークされていたが、ダニーとの接触で気付き逃走。
登場は一話きりで次に登場する際は既にマルコ・レイエスに殺害されてドラム缶に死体を詰められている。
ケアコ (Uncle Keako)
演 - サブ・シモノ、吹替 - 松岡文雄
シーズン1第20話｢父の想い｣から登場。チンの伯父で元警官。妻の腎臓移植のために警察の保管庫から金を盗んだが、チンはその罪を被ろうとしていた。
レジー・コール (Reggie Cole)
演 - ショーン・コムズ、吹替 - 多田野曜平
シーズン1第21話｢裏切り｣に登場。FBIに協力してキャノンファミリーに潜入していた警官。正体がバレて隠れ家を襲撃され、息子を守り重傷を負うが妻を喪う。どこから情報が漏れたかわからないため誰も信用できず単独で捜査を始める。事件解決後はスティーヴからFIVE-0に誘われるほど能力を評価されていた。
レニー・シンクレア (Renny Sinclair)
演 - リック・スプリングフィールド、吹替 -てらそままさき
シーズン1第22話「燃えた愛憎」に登場した著名なグラビアカメラマン。撮影の休憩時に入ったトレーラーハウスごと焼殺される。
ヒデキ・モコト (Hideki Mokoto)
演 - アラン・オークボ、吹替 - 竹本和正
シーズン2第1話「ゆるぎない絆」に登場。元日本軍のパイロットで戦後に財を成して移住し、真珠湾攻撃での個人的な償いとしてハワイのために尽力してきた老人。
スティーヴの祖父が亡くなったアリゾナの追悼式典でジョンに謝罪し、それ以後は友人となる。
政治家と警察との腐敗に憤慨し、ジョンに捜査を依頼しておりジェームソン知事とウォー・ファットの繋がりを掴んでいた。
彼の存在についてはジョンが遺した工具箱の中にあった、モコトからジョンに贈られた彼の勲章（の写真）にジョー・ホワイトが気付くまでスティーヴは知らなかった。
シーズン2第6話でスティーヴが「シェルバーン」について尋ねようとしていた矢先にウォー・ファットによって拷問の末、殺害されてしまう。
ジェン・ハスリー(Jenn Hassley)
演 - ヘイリー・チェイス、吹替 - 別井友美
シーズン2第2話「2人の母」に登場。パドルボードレースに優勝した少女。産みの母はカルト教団の教祖の娘で、ジェンが生まれてすぐに心臓に病気を持っていることがわかるが
教団では医療を認めていないため、母親は彼女を救うために死んだことにして養子に出していた。ジェンの祖父にあたる教祖のカーヴァーはそれに気付くとジェンを取り戻すべく誘拐する。
ウェイド・ガッチェス(Wade Gutches)
演 - デヴィッド・キース、吹替 - 玉野井直樹
シーズン2第3話「狙われたシールズ」から登場。ジョー・ホワイトの旧友でSDチーム1所属の海軍中佐。シールチーム9のメンバーが次々と殺害されている中でスティーヴとジョーが協力を求める。
その後もたびたびスティーヴの危機には登場する。スティーヴには秘密でミックと共にドリスの活動に協力していることもある。
シーズン9第11話「帰らざる日々のために」にて再登場。この時点で既に海軍を退役しているが、ジョーが殺害されたことを聞き、オマール・ハッサン捕縛へ向かうスティーヴに同行する。
ジェフ・モリソン (Jeff Morrison)
演 - グレッグ・グランバーグ、吹替 - 古田信幸
シーズン2第8話「ある捜査官の死」に登場する入国税関取締局の捜査官。部下のモニカ・ジェンセンが死体で発見されたことから捜査に加わる。ロリとは以前捜査を共にしており面識がある。
シーズン5第14話にも登場、ブルガリア人の犯罪者ローマン・ゼドニックを追っておりデッカーに捜査協力させていた。
フランク・バマ(Frank Bama)
演 - ジミー・バフェット、吹替 - 宝亀克寿
シーズン2第10話「偽りの希望」から登場。ジョー・ホワイトの友人で、パイロットとしてたびたび助力してくれる。
タンジェリンと名付けたヘリコプターを所有していたがシーズン3第20話で再会した時には墜落してスクラップになっていた。
たまにふらりとスティーヴのオフィスにやってくることもあり、タニ達には「俺のオフィスへ裸足で来ていいのはこの男だけだ」と紹介している。
シーズン9第11話では娘のルチアが登場し、やはり航空機のパイロットとしてスティーヴ達に助力する。
リック・ピーターソン(Rick Peterson)
演 - ピーター・グリーン、吹替 - 佐々木梅治
シーズン2第15話「過去から来た男」に登場。ニュージャージーでのダニーの元相棒だったが横領で逮捕され、ダニーの証言によって有罪が確定。
10年間投獄されており、その間に家族にも見放されたことを恨んでダニーの友人の保安官デイヴ・コリンズを殺害した後、グレイスを誘拐し人質に取ってダニーにスタンを殺害させようとする。
マーク・ダンカリー (Mark Dunkerley)
演 - 本人、吹替 - 尾花かんじ
ハワイアン航空CEO。登場はシーズン2第15話「過去から来た男」で、ハワイアン航空機内で連邦捜査官が殺された際に本人役でゲスト出演。本人のコメントによれば登場シーンは3テイクで撮影終了したという。ハワイアン航空はオープニングに機体映像の使用を許可するなどドラマ制作に協力している。
ジェシー・ビリングス (Jesse Billings)
演 - ピーター・フォンダ、吹替 -
シーズン2第18話｢ラジオDJ殺人事件｣に登場したトレジャーハンター。
トニー・アーチャー (Tony Archer)
演 - ジェームズ・カーン、吹替 - 坂口芳貞
シーズン2第18話｢ラジオDJ殺人事件｣に登場した被害者のDJボビー・レインズの友人で、元NY市警所属だった探偵。
演じているジェームズ・カーンは、ダニー役スコット・カーンの実父である。
オーガスト・マーチ (August March)
演 - エド・アズナー、吹替 - 富田耕生
シーズン2第19話「ダイヤの行方」から登場した悪名高い密輸業者。スティーヴの父ジョンに逮捕され30年間服役したのち、今はオアフに住んでいる。2度FIVE-0に捜査協力を依頼される。
カレオの指示でダイヤを強奪したアンジェラがマーチの元へ持ち込んだのを、買い取ると見せかけてアンジェラを殺害して金もダイヤも入手する。
演じたエド・アズナーはオリジナル版でもマーチ役でゲスト出演している。当該エピソードではフライヤー警部の回想としてオリジナル版の映像が挿入されるという演出が行われた。
シーズン3第2話にも登場。カプレ兄弟とアンジェラの殺害が判明し、追い詰められたマーチは取引としてカレンの監禁場所を教えると吹き込んで連れ出させ、スティーヴ達の隙を見て走行中のトラックの前に出て自殺。
リチャード・ブランチ (Richard Branch)
演 - プルイット・テイラー・ヴィンス、吹替 - 緒方賢一
シーズン2第20話｢捨てられた記憶｣に登場。トラッシュマン事件の犯人として収監中の囚人。
被害者の一人に産みの母をもつマックスは彼に興味を持ち、交流を持っていたが彼は犯人ではないと感じており新たな被害者の出現を機にFIVE-0に再捜査を依頼する。
マッケナ助祭 (Deacon MacKenna)
演 - ジェームズ・マイケル・コナー、吹替 - 浦山迅
シーズン2第20話｢捨てられた記憶｣に登場する聖マーティン教会の助祭。ブランチが逮捕されて以後はなりを潜めていたがトラッシュマン事件の真犯人。
教会に捨てられた恨みから自身の母をはじめ、教会に子を捨てた多数の女性を殺害。ソロモンバーと呼ばれる特殊な縄の結び方で拘束し、窒息させて殺害しゴミ袋に詰めて遺棄する独特の手口を使う。
ギル・スケーツ (Gil Scates)
演 - トッド・スタシュウィック、吹替 - 斉藤次郎
シーズン3第3話｢漂流｣に登場。チンの伯父のレジャーボートでマグロ釣りをしていたスティーヴとダニーに遭難者として救助されたのちボートを強奪、二人を銃で脅して海に放り出す。
マンションの警備員だったが住民アル・バージェスの家に覗き（これは事実ではない可能性がある）をして解雇されたところを、
財産目当てに夫の殺害を目論むアルの妻ケイティにそそのかされ船を買いたいとアルを誘い出して殺害するがケイティは船に細工しており、彼が動かぬ船で漂流するはめになったのはこのためだった。
事件解決かと思われた時、ケイティはギルからの電話の会話を聞いて事実を知ったアルの妹ジェニーに殺害されてしまう。
ビリー (Billy)
演 - テレンス・ハワード、吹替 - 原田晃
シーズン3第6話｢ある一日｣にて、ダニーの回想シーンに登場するニューアークのマフィア。
かつてダニーがニューアークで警官をしていた頃、彼の同僚の刑事であるグレイスを殺害し、ダニーの反撃によって死亡している。
ベハティ・プリンスルー (Behati Prinsloo)
演 - 本人、吹替 - 川澄綾子
ファッションモデル。シーズン3第9話「死の願い」に本人役でゲスト出演。
ファッションショー出演のためハワイを訪れていたが、ホテルの部屋でストーカーに殺されそうになったところを駆け付けたダニーに助けられる。
マデリン(Madeline)
演 - レスリー・ブーン、吹替 - つかもと景子
シーズン3第10話「アロハ・ガールズ」に登場。アロハ・ガールズを引率する年配の女性。本業はERのナースで、ロンに銃撃されたダニーから銃弾を摘出してみせる。
タフな女性で自ら率先してスティーヴ達を追うダニーの相棒として山道を案内し、その知識と観察力で山の歩き方もわからないダニーの力になる。
ルーシー(Lucy)
演 - エミリー・アリン・リンド、吹替 - 池田優佳
シーズン3第10話「アロハ・ガールズ」に登場する少女。ガールスカウト「アロハ・ガールズ」でのグレイスの友人。
負傷していたところを彼女に救われたダイヤ泥棒のロンに脅されて、、落としたダイヤを探すためにスティーヴと共に山中を連れ回されるが、スティーヴと離れて隠れていたところをチンに救出される。
事件解決後のグレイス曰く、大人になったらスティーヴと結婚したいらしい。
イーサン・アワナ (Ethan Awana)
演 - トリスタン・レイク・リーブ、吹替 - 吉永拓斗
シーズン3第11話「ガーディアン」に登場する少年。雑貨屋を営む父ブルースが行方不明になっていたところをスティーヴが相談に乗り、父の無事と無実を信じてキャサリンと行動を共にする。
理由は不明だが自宅の地下室を恐れているらしく、脚を痛めていると理由をつけて地下への階段を降りたがろうとはしない。その他の場面での様子から脚を痛めている事実はないと思われる。
ポール・デラーノ (Paul Delano)
演 - ダニエル・ボールドウィン、吹替 - 中村浩太郎
フランク・デラーノの兄。シーズン3第13話「無法地帯」にて、弟の死の報復のためにチンを拉致する。
シーズン5第12話では獄中で脳動脈瘤からの出血を起こしており、手術を予定していた女医がポールとは無関係な件で殺害され、死にかけたが事なきを得る。
演じるダニエル・ボールドウィンは、フランク・デラーノ役ウィリアム・ボールドウィンの実兄。
レイラニ (Leilani)
演 - リンゼイ・プライス、吹替 - 安永亜季
シーズン3第13話「無法地帯」から登場。ポール・デラーノに拉致されたチンが連れ込まれたハラワ刑務所の職員で、脱出の際の騒動で出会い、協力する。
互いに惹かれながらもチンはしばらく距離を置いていたがシーズン3最終話で思い切って連絡を取り、交際を始める。
カート・ストーナー (Curt Stoner)
演 - ピーター・ウェラー、吹替 - 小林清志
シーズン3第15話「復讐の薬きょう」に登場する両腕が義手の殺し屋。腕を失うことになった20年前の事件で関わったスティーヴの父やデュークを含む警官達への復讐に殺害を繰り返す。
スティーヴの父は既に亡くなっているため、かわりにスティーヴが標的にされる。薬莢に標的の名前を彫り込んで故意に現場に残していく手口の特徴がある。
演じたピーター・ウェラーはこの回以後、監督としても本作品の製作に参加している。
ミック・ローガン (Mick Logan)
演 - トリート・ウィリアムズ、吹替 - 佐々木勝彦
シーズン3第16話「隠された伝統」から登場。スティーヴの旧知の男性で、海軍情報部を引退後に探偵を営んでおり、
ドリスの監視を依頼されるが結局取り込まれてシーズン3第23話ではガッチェス共々ドリスの活動に協力している。
マギー・ホアピリ (Maggie Hoapili)
演 - サマー・グロー、吹替 - 竹田まどか
シーズン3第16話「隠された伝統」に登場。秘密とされている古代ハワイの格闘技ルアを継承する女性。闇試合で殺害された被害者は彼女の父でルアの師範。父親はカマコナのいとこで彼女は姪にあたる。
ニッキー・デマルコ (Nicky 'The Kid' Demarco)
演 - ラリー・マネッティ、吹替 - 宝亀克寿
シーズン3第17話「話題のゲーム」から登場。ティキバー「ラ・マリアナ」でシンガーをしている男性で、スティーヴの友人。
通称の「キッド」はフランク・シナトラとの縁が由来という昔話が鉄板のネタ。その後もたびたび登場する。
シーズン6第10話ではどういう縁かは不明だがルーク・ナカノのサポートをしている。リブート版『私立探偵マグナム』シーズン2第2話、第7話にもゲスト出演している。
フレディ・ハート (Freddie Hart)
演 - アラン・リッチソン、吹替 - 佐藤拓也
シーズン3第20話「帰還」に登場。ジョー・ホワイトからともに訓練を受けたスティーヴのシールズ時代の同僚で親友。妻と娘がいる。
3年前スティーヴと北朝鮮で極秘任務にあたり、その作戦行動中にスティーヴを逃がして戦死。彼を残して撤退したことをスティーヴは悔やんでおり、
捕虜交換の折に返却された遺体に彼の腕にあるはずのタトゥーがないことからフレディではないことに気付き、なんとしても彼の遺体を回収しようとする。
サヴァンナ・ウォーカー(Savannah Walker)
演 - アイシャ・タイラー、吹替 - 沢海陽子
シーズン3第21話「密着！ファイブ・オー」に登場。テレビ番組「サヴァンナ・ショー」の司会者で、番組のハワイ特集企画の中でレポーターとしてFIVE-0への密着取材をする。
マックスは彼女のファンで、本土での放送を見るためにハワイでは時差があるため朝5時に起きたりしている。
殺人現場で警官に変装して潜入したウォー・ファットにそれとは知らずにインタビューして銃撃戦に巻き込まれたり、墜落したヘリから逃走したウォー・ファット確保の現場に居合わせることにもなる。
アマンダ・モリス(Amanda Morris)
演 - カナニ・ロジャース、吹替 - 田上真里奈
シーズン3第22話「囚われの少女」に登場。誘拐を生業としていたヘレン・カンテーラに7歳の時に誘拐され、レイ・ベケット夫妻に10年間監禁されていた少女。
夫妻はアマンダを国からの手当て目当てに実子として育てていたが、18歳になると手当は打ち切られるため、新たに誘拐されてきた少女エラ・ビショップと入れ替わるように殺害される。
監禁されていた間に残していた日記が事件解決後、両親に渡る。
エル・コンドル (El Condor)
演 - ネスター・セラーノ
本名：エステバン・ルナ。シーズン4第1話「新たな疑惑」に登場したテログループ「民族解放運動（NLM）」のリーダー。
ウォー・ファット殺害に失敗した甥のリカルドを処分するために手下をFIVE-0本部に乗り込ませる。マイケル・ノシムリ派のヤクザともつながりがあり、アダムの逃亡先を伝えている。
最終的にはFIVE-0や警察に追い詰められ、銃撃戦の末にヘリで逃亡しようとするが、追跡しヘリに乗り込んできたスティーヴと格闘となり、結果ヘリから転落し死亡した。
JC・デッカー (Jason Decker/JC Dekker)
演 - イグジビット、吹替 - 山内健嗣
シーズン4第7話「潜入捜査」から登場する、ATFが追っていた武器の売人。シーズン4第19話にも登場、収監中で刑期の短縮目当てにFIVE-0へ武器取引の情報を売るが、
それは母の過去を追うスティーヴの口封じを狙った元CIAのエドワード・コブによって囚人のスパイダーを通じて流された偽情報であり、スティーヴとダニーは崩落した建物の地下に閉じ込められ、
デッカーの弟も殺されてしまう。シーズン5第14話にも登場、ブルガリア人の犯罪者ローマン・ゼドニックを追う入国税関取締局の捜査官ジェフ・モリソンに協力していたが、
ローマンの正体を見破ってしまい殺害されそうになるが反撃して逃走。その際に記憶を失って刑務所に戻ろうとし、保護されていたが再びローマンに命を狙われる。
イアン・ライト (Ian Wright)
演 - ニック・ジョナス、吹替 - 梶裕貴
シーズン4第8話「思わぬ相棒」に登場した天才ハッカー。当初は単なる駐車違反の罰金が未払いというだけの男だったが、
スティーヴとルーの不仲を解消しようとデニング知事がイアンの元に二人を組ませて派遣したところ、二人の前で武装集団に誘拐されてしまう。
初めは誘拐の被害者と考えられていたがイアンも武装集団の一味が起こした銀行強盗の首謀者と判明。その後は旅客機をハックして墜落させると脅迫して逃走する。
シーズン4第22話「宿敵再び」にも登場。ルーの娘サマンサを監禁するがウォー・ファットによって殺害、サマンサは解放される。
デボラ・マクギャレット (Deborah "Deb")
演 - キャロル・バーネット、吹替 - 谷育子
シーズン4第9話「感謝祭の訪問者」から登場。ジョンの姉でスティーヴの伯母にあたり、母を喪ったメアリーのために歌手の道を捨てて育ててくれた。脳腫瘍を患っており、治療を受けている。
シーズン5第8話「被害者の罪」にて医療センターで知り合ったレナードと結婚した。シーズン6第12話ではもう長くないことを悟り、死ぬまでにやりたいことをリストアップしてスティーヴ達を巻き込む。
その後、眠るように息を引き取ってからはリストの最後に残っていた「高い山に登る」をスティーヴ達が彼女の遺骨と共に成し遂げる。
デイビッド・トリヤマ (David Toriyama)
演 - ジェームズ・サイトウ、吹替 - 山野史人
シーズン4第10話「父に捧ぐ」に登場した日系人で朝鮮戦争にも出兵している。太平洋戦争中にホノウリウリ抑留キャンプで父親を殺害され持っていた日本刀を持ち去られた事件が元で、
退役軍人のエズラ・クラークを殺害しようとしていたところを確保されるがスティーヴらの捜査で真実が明かされ、彼とスティーヴの間に縁があったこともわかり、奪われた刀も彼の元に返される。
ジャック・アンダーソン (Jack Anderson)
演 - カール・マキネン、吹替 - 坂詰貴之
シーズン4第12話「後悔を抱いて」に登場するバーの主人で、実は湾岸戦争に従軍したこともある元グリーンベレー。来店したギャングのヤマダを殺害し、コガを撃退。ルーとはチャリティーイベントで知り合った友人。過去にイリノイ州で武装強盗に協力して車を運転中、追突した車の女性ジェシカを死なせるが名を変えてハワイへ逃亡、過去のことを悔いて様々な慈善活動を通じて贖罪しようとしている。コガ達はジェシカの夫マット・ヘイリーに復讐のため雇われていた。
レックス・コフリン (Rex Coughlin)
演 - ロバート・ネッパー、吹替 - 若本規夫
シーズン4第13話「チンの過去」に登場する内部調査官。チン達FIVE-０を挑発的な手法で聴取する。
シーズン5にてチンを追い詰めようとガブリエルを刑務所から出し、司法取引を行おうとするがガブリエルにそれを利用され、殺害されてしまう。
ロイ・パリッシュ (Roy Parrish)
演 - マイケル・マドセン、吹替 - 辻親八
シーズン4第14話「父と娘と」に登場する殺人の容疑者。裁判所で終身刑を受けた直後に脱走する。無実を証明させるためにダニーとスティーヴの車をカージャックする。彼に殺人の濡れ衣を着せ、追ってきていたサリバンに殺害されるが最期に娘と和解する。
その後の裁判では無実が証明され、名誉が回復された。
クララ・ウィリアムズ (Clara Williams)
演 - メラニー・グリフィス、吹替 - 高島雅羅
シーズン4第15話「心の壁」から登場したダニーの母。夫と離婚したがっていたがダニーが一計を案じ関係を修復する。後ろめたいことがある時はダニーにツナサンドを作る癖がある。
エディ・ウィリアムズ (Edy Williams)
演 - トム・ベレンジャー、吹替 - 樋浦勉
シーズン4第17話に登場したダニーの父。消防署に勤務していたが定年退職後に妻と考えていた旅行のための貯金でスポーツカーを買ってしまった。
ドーン・ハットフィールド (Dawn Hatfield)
演 - サーシャ・ピーターズ、吹替 - 石川由依
シーズン4第20話「それぞれの大義」に登場。仲間達とイスラムのテロ組織に傾倒し、自国アメリカに対してテロを計画して爆弾製造をしていた少女。最低でも終身刑という結末になった。
マルコ・レイエス (Marco Reyes)
演 -  アンソニー・ルイヴィヴァー、吹替 - 樫井笙人
シーズン5第1話「絶体絶命」から登場。表向きはコロンビアの不動産デベロッパー。麻薬カルテルの金を持ち逃げしたマットを人質にして、
ダニーに金を見つけ出すよう迫るが金を渡す頃にはマットは既に殺害されてドラム缶に詰められており、激昂したダニーに射殺される。
実はウォール街がコロンビアの不動産で出した損失を補填するために、CIAが麻薬を故意に流通させた際の協力者であり、
彼が死んだことで大量のコカインが行方不明になってしまったことへの報復がダニーをレイエス殺害で逮捕した真相。
ケイラニ・マクア (Keilani Makua)
演 - すみれ 、吹替 - すみれ
シーズン5第3話「ラスト・ブレイク」に登場する連続強盗サーファー三人娘の一人。仲間のうち、コノに捕まった少女がリア、もう一人がアラナ。
ホテルで働いているリアの従兄に裕福そうな客の服にマーキングさせて狙うのが手口。
モニカ・ワグナー (Monica Wagner)
演 - エリカ・ピッチニーニ 、吹替 - 宮寺智子
シーズン5第3話「ラスト・ブレイク」に登場。ケイラニ達に襲われ殺害されたネイサン・ワグナーの妻を装っていたが、
本当はワグナーが顧客の銀行のデータ転送用暗号を入れていた携帯とアクセスするための指紋を狙っていた。本名はヴァネッサ・ハンセン。
バレンタイン (Nick 'Valentine' Mercer)
演 - ティモシー・V・マーフィ 、吹替 - 坂口芳貞
シーズン5第4話「バレンタインのハート」に登場。デトロイトの犯罪組織バゴーザファミリーの冷徹な殺し屋だったが2年前に交通事故で心臓移植をして以後、
人を殺すことに呵責を覚えるようになり、それからは標的達を殺したことにして秘かに匿っていたがバゴーザに気付かれて命を狙われる。
エリー・クレイトン (Ellie Clayton)
演 - ミラ・フォークス、吹替 -
シーズン5第5話「父の遺した捜査」に登場した地方検事代理。スティーヴが墓参りの為パンチボウルを訪れた時に父･ジョンの墓に花を供える彼女に出会う。
実はジョンが担当した強盗殺人事件の被害者の娘であり、工具箱に残されていたマッチが被害者である彼女の父親が経営していたバーのものだと知ったスティーヴは捜査を引き継ぐことを決意する。
事件解決後も逮捕状の発行などでFIVE-0に協力している。
エリック・ディッカーソン (Eric Dickerson)
演 - 本人、吹替 -
元アメリカンフットボールの選手でシーズン5第6話「ハロウィーンの惨劇」でスティーヴが事件解決後にオフで訪れた釣具店で偶然出くわす。
スティーヴがメールで送った2ショットの自撮り写真を見たアメリカンフットボールファンのダニーは「冗談だろ？」と驚く。
レナード・カッサーノ (Leonard Cassano)
演 - フランキー・ヴァリ、吹替 - 堀越富三郎
シーズン5第8話「被害者の罪」に登場する元エンジニアを装ったマフィアの弁護士。重度の白血病を患っており、医療センターでデボラと知り合ったことが縁で婚約、結婚する。
シーズン6第12話で病死したことが語られ、その遺骨はハワイの海に散骨された。
サンジート・ダーワン検視官 (Sanjeet Dhawan)
演 - ラヴィ・パテル、吹替 - 岩崎ひろし
シーズン5第9話「狙った大穴」に登場するハワイ島駐在の検視官。マックスの知り合いでお互いある因縁をもっている。
ハリー・ブラウン (Harry Brown)
演 - ウィリアム・フォーサイス、吹替 - 佐々木梅治
シーズン5第10話「夢破れて」に登場する元刑事の探偵。警官時代には何度も表彰されたことのある優秀な人物であり、スティーヴの父親であるジョンともポーカー仲間として親交があった模様。
フラダンサーを夢見てオアフに来た旧友の娘ブルック・ワイアケアを心配して監視していたが何者かに殺害されてしまい真相を追っていた。
既に初老の男性だが非常に行動力があり、腕っぷしも強い。ダニーは「このおじさん雇おうよ」とも言っている。
普段ナレーションのない本作では異色だが、この回ではモノローグの形でナレーションも担当している。
シーズン7第20話にも登場する。富豪のストレイタムの依頼で妻セリーヌの浮気調査をしていたが誘拐事件に発展。この事件は手に負えないと感じ、スティーヴの元を頼って来る。
リブート版『私立探偵マグナム』シーズン2第6話、第9話にもゲスト出演している。
リチャード・シェリダン (Richard Sheridan)
演 - エリック・ロバーツ、吹替 -
シーズン5第10話「夢破れて」に登場する株のブローカー。
サム・チョイ (Sam Choy)
演 - 本人、吹替 -
ハワイ生まれのシェフでハワイだけでなく、グアムや東京に店を構える複数のレストランの経営者。
シーズン5第11話「盗まれた名画」にシュリンプ大会でカマコナの対戦相手として登場する。過去の因縁があったモリモトに山椒を料理に仕込まれて敗北する。
ジェラード・ハーシュ (Gerard Hirsch)
演 - ウィリー・ガーソン、吹替 - 横島亘
シーズン5第11話「盗まれた名画」から登場する美術鑑定士であり、自身も絵描きとして高い技術を持つ。
シーズン6以降も毎シーズン登場し、警察向けの清掃会社を起こし転身して捜査に数度関わることになる。
清掃会社の拡大を望むも前科者であることから銀行の融資を受けられず困っていた時にはアダムやカマコナからの協力を得ている。
シーズン9第19話では匿名のストリートアーティスト、ブリックスの遺産を管理している弁護士による反体制派アーティストのための基金の運営者としてブリックスの遺志を継ぐようにタニから推薦される。
ナヘレ・フイカラ (Nahele Huikala)
演 - ケコア・ケクマノ、吹替 - 吉永拓斗
シーズン5第12話「消えない過去」から登場。スティーヴの家から父の形見の車を盗んだ少年。その後はスティーヴが面倒を見て、カマコナの元で働いている。
投獄されていた父を恐れているがシーズン6第9話では父が親権を認められ一緒に住むよう裁判所命令が出ると、父が過去に犯した殺人について証言。父を刑務所へ逆戻りさせることになる。
シーズン6 第21話での囚人輸送の際の爆発事故で、関係回復できないままに父親は亡くなる。
オデル・マーティン (Odell Martin)
演 - マイケル・インペリオリ、吹替 - 増山浩一、落合弘治(シーズン6第16話「逆転法廷」以後)
シーズン5第14話「失われた犯人」に登場する非合法組織と繋がりがある床屋でデッカーとローマンを仲介していた。シーズン5第19話「早朝の銃撃戦」にも登場、
逃げ込んできたエランを守るスティーヴに協力して店に立てこもるが新しくしたばかりの店をメチャメチャにされてしまい、以後は店舗を持たず出張での営業形態に変えている。
父親が弁護士で自身も弁護士資格を持っており、シーズン6第16話では殺人の容疑をかけられたサン・ミンの弁護を担当。その後も弁護依頼が来るようになり、理髪店兼弁護士として生活している。
ミシェル・ウィー (Michelle Sung Wie)
演 - 本人、吹替 - 三木美
シーズン5第16話「業火」にてマクギャレットにゴルフを教えるプロゴルファーとして登場する。
キャシー・ミルウッド (Kathy Millwood)
演 - メリーナ・カナカレデス、吹替 - 野沢由香里
シーズン5第16話「業火」に登場するATFの捜査官。2年前ダクレアがカリフォルニアで犯行を繰り返していた頃にテレビの会見でダクレアを煽ったために自宅を放火されて夫を失っている。
ジェイソン・ダクレア (Jason Duclair)
演 - ランディ・クートゥア、吹替 - 坂元貞美
シーズン5第16話「業火」に登場する放火魔。仲の良い夫婦の家に害虫駆除業者などを装って入り込み間取りを調べた後に放火する手口を使う。キャシーを誘い込んで心中しようとするがFIVE-0に確保される。シーズン6第2話にも登場する。
シーズン8第1話では麻薬密輸業者のランディ・タオが麻薬精製ラボへの放火犯を見つけ出すためにアーロン・ライトに解放を依頼し脱獄した後、放火犯を始末したタオ一家まで焼殺。
アーロンをも殺害しようとしたところをFIVE-0に確保されるが隙を見て山火事の中へ姿を消す。その後、ダクレアの死体が発見されたことが報道で語られる。
演じるクートゥアが格闘家であるためかスティーヴとやり合えるほどの格闘技術をもつ。
リッキー・シフ (Ricky Schiff)
演 - チャーリー・サクストン、吹替 - 佐藤亮太
シーズン5第17話「張り込み」に登場。ダニーらが張り込みを行うアパートの住人。部屋の鍵を持っており勝手に入ってきてはマリファナの隠し場所にしているドラッグの売人。
シーズン9第21話にも登場。以前ダニー達が張り込みをした部屋の住人アグネス・ミラーの遺言で飼っていた猫のミスターピクルスの相続人に指定されていた。
スティーヴとダニーには猫の置物を相続されており、後に価値あるものであることがわかる。ミスターピクルスも結局はスティーヴの元で預かることに。
ルース・テネンバウム (Ruth Tennenbaum)
演 - クロリス・リーチマン、吹替 -
シーズン5第17話「張り込み」に登場するダニーらが張り込みを行うアパートに住む老女。シダの鉢植えを盗まれたと訴えるが夫を失った寂しさからの狂言であり、根気強く相手をするジェリーに心を開く。
バリー・バーンズ (Barry Burns)
演 - ジョン・ロヴィッツ、吹替 - 宮崎敦吉
シーズン5第17話「張り込み」に登場。貴金属の買取業者だが裏では盗品も扱っている。宝石強盗のイヴァノビッチから盗品を奪ったエマが連絡したことからFIVE-0が先回りで接触して捜査に協力させる。
シーズン5第21話にも登場する。以前の罪を問われたようで自宅拘禁状態にあったところを、イヴァノビッチが最後に隠したダイヤの在り処を探すイヴァノビッチの兄に襲撃される。
サム・アレキザンダー(Sam Alexander)
演 - ラファエル・スバージ、吹替 - 宮崎敦吉
シーズン5第18話「正義」に登場。国務省の人間。ダニーをレイエス殺害で逮捕するが、レイエスから賄賂を貰っていたことを突き止めたスティーヴにダニーを無罪放免、自身は辞職して姿を消せと要求される。
エラン・ドブリアン(Eran Dobrian)
演 - スティーブン・クルーガー、吹替 - 河本啓佑
シーズン5第19話「早朝の銃撃戦」に登場。オデルの理髪店に助けを求めて来る青年。襲撃してきた男達はエランが連続児童誘拐殺人犯であることに気付いたアルメニア系マフィアの大物である彼の父親が差し向けたものだった。オデルを人質に逃走しようとしたためスティーヴに射殺される。
クレイ ・マクスウェル(Clay Maxwell)
演 - ミケルティ・ウィリアムソン、吹替 - 髙橋耕次郎
シーズン5第20話「第六感」に登場するルーの親友で相棒だった警官。トレッキング中に山道で妻のダイアンが転落死する。クレイが他者を騙す天才的な技術を持つと知っていたルーは事故に見せかけての殺人だと疑念を抱くが捜査の甲斐なく、愛人がいたこと以上の証拠は見つけ出せなかった。
シーズン6第13話にも登場し、過去の事件において行方不明になっていた大金を彼の自宅の車から見つけ出したルーにより横領行為を糾弾され、逮捕される。
シーズン8第5話において死刑囚ウェイクによりクレイの妻殺しの証拠がルーにもたらされ、それ以後の描写はないが殺人は立証されたようである。
リッチー・マロイ (Richie Malloy)
演 - ブラッド・ウィリアム・ヘンケ、吹替 - 天田益男
シーズン5第24話「獲物」に登場するバウンティ・ハンター。
“ドッグ”デュアン・チャップマン (Duane 'Dog' Chapman)
演 - 本人、吹替 - 斎藤志郎
シーズン5第24話「獲物」に登場するベテランのバウンティ・ハンター。シーズン6以降もたびたび登場し、マクギャレット邸でのパーティなどにもやって来る。
オーブリー・ハーパー (Aubrey Harper)
演 - スペンサー・ロック、吹替 -
シーズン6第5話「チェイス」に登場。父親の横領事件が発覚して、その金の流れから父が自分達以外にもうひとつ家庭を持つ二重生活をしていることに気付き、それが許せずに交際していたライダー強盗のタイラーに殺害させる。逃走中に事故を起こしてタイラーは死亡。
ハンク・ウェバー (Hank Weber)
演 - クリストファー・ポラーハ、吹替 - 中尾一貴
シーズン6第8話「華麗なる詐欺師」に登場。ケイティと二人組で様々な犯行を繰り返す詐欺師。犯行の途中ケイティが殺害されたことからFIVE-0に正体がバレて確保される。
ケイティ殺害犯がハンク達の盗んだ物を追っているかのように装うが、ケイティ殺害からの一連の犯行はすべてハンクによるもので、
ガブリエルがFIVE-0の行動を監視するために本部のコンピュータにウイルスを仕込む依頼からの行動だった。FIVE-0はガブリエルには成功を装って連絡させたが殺害される。
ゴロー・シオマ (Goro Shioma)
演 - アキラ・ヒラヤマ、吹替 -
シーズン6第8話「華麗なる詐欺師」から登場。ヤクザの大物。アダムがヤクザを抜ける際に全財産を渡す件をガブリエルが金を払って帳消しにしたが、シーズン6第10話にてボクシング会場でガブリエルの手下から狙撃を受け、救急車で搬送中ガブリエルに殺害される。
ミッシェル・シオマ (Michelle Shioma)
演 - ミシェル・クルージ、吹替 - 石塚理恵
シーズン6第21話「大脱走」から登場する。ゴロー・シオマの娘。二人の娘がいる。父を殺したガブリエルを執拗に狙い、重傷を負っていたところを手下に追い回させ結果的に死に至らしめる。
シーズン7第21話ではハワイから逃亡したと思われていたがラナイ島に潜伏していたことがわかり確保される。のちに刑務所内でシャワー中に刺殺された。
ケイコ・マホエ (Governor Keiko Mahoe)
演 - ロザリンド・チャオ、吹替 - 一城みゆ希
シーズン7第1話「ゲームへの招待」に登場するデニング知事の後任であるハワイ州知事。
ホテルの殺人現場を訪れ、FIVE-0への最大限の協力を約束するが、ホテルで凶悪な殺人事件が発生したことによる観光へのイメージダウンを懸念し、報道規制を敷くようスティーヴに命じる。
これ以降直接登場するシーンは無いものの、その後のエピソードでも度々名前が登場する。
ハリー・ラングフォード (Harry Langford)
演 - クリス・ヴァンス、吹替 - 田中正彦
シーズン7第2話「悲しみのスパイ」から登場する元MI6のエージェント。シーズン8第3話にも登場。シーズン8第21話に登場するソフィーは実はハリーの娘である。
シーズン9第11話、シーズン10第17話にも登場し、FIVE-0と協力して行動する。
マディソン・グレイ (Dr. Madison Gray)
演 - エリザベス・ローム、吹替 - 魏涼子
シーズン7第3話「スーツの逃亡者」から登場する精神科医。著名な殺人犯に殺人をさせて用が済むと殺害し、その遺体の口にチェスの駒を残すゲームめいた事件を起こすが最後は姿を消す。
アリシア・ブラウンは彼女が幼少期に父から虐待を受けていたと分析している。
シーズン7第17話では解離性同一性障害の別人ローレン・パーカーを装って再登場。この際にチンは『MACGYVER/マクガイバー』のフェニックス財団から彼女に関する情報を得ている。
アヘアヘ・マキノ (Ahe'ahe Makino)
演 - クライトン・ウアレ、吹替 - 蓮岳大
シーズン7第23話「ファイブオー前奏曲」に登場。7年前にドラッグの売人が殺された事件の目撃者で行方不明になっていたが、
身元不明のままハレイワ介護支援センターに昏睡状態で入院していることが報道されると7年前の事件の犯人だったオチョアカルテルの現在のボスに再び狙われる。
シーズン6第5話に登場するバイク強盗団のアヘ・マキノとは別人。
タナカ (Captain Tanaka)
演 - マイケル・ポール・チャン、吹替 - 大川透
シーズン7第23話「ファイブオー前奏曲」に登場。ダニーの元上司で現在は引退しているが、マキノの所在に気付きダニーを頼って来る。
またこの回では当時のダニーの相棒でシーズン1第8話では既に故人だったメッカも回想で登場している。
ナセル・サラーム (Naser Salaam)
演 - オミッド・アブタヒ、吹替 -
シーズン7第24話「胸騒ぎ」に登場。元アルカイーダのリーダーで現在も拘束中だが、10年前にシールズが拘束した際にスティーヴだけは敬意をもって接してくれていたことを恩義に感じており、オアフ島への攻撃の情報をもたらす。
コア・レイ (Koa Rey)
演 - クナル・シャーマ、吹替 - 新裕樹
シーズン8第1話「放たれた猛火」から登場。タニの弟で以前から犯罪に手を染めがちだったが薬物中毒で死にかけたところをアダムに救われたことがきっかけで立ち直ろうと奮闘する。
シーズン8第22話で厚生施設を退院した後は自分も同じ境遇の人達の力になりたいと同施設で働く決意をする。
シーズン9第12話では面倒を見ていた患者が薬物で亡くなり、一時は自分を責めて落ち込んでいたがすぐに不審な点に気付いて殺人事件であると見抜く。
アーロン・ライト (Aaron Wright)
演 - ジョーイ・ローレンス、吹替 - 山口りゅう
シーズン8第1話「放たれた猛火」から登場。イアン・ライトの兄で弟同様の天才ハッカー。ランディ・タオの依頼でダクレアを脱獄させる。
シーズン8第4話では以前FIVE-0のコンピュータをハックした際に協力者の情報を抜き出しており、それを利用して攪乱、トーストを殺害させてFIVE-0が自身を必要とするように仕向けて脱走。
シーズン9第24、25話、シーズン10第4話にも登場。対立しながらもFIVE-０はアーロンを頼らざるをえない状況に陥ることもある。
ジョン・ウォルコット (John Walcott)
演 - スティーブン・ブランド、吹替 - 小室正幸
シーズン8第3話「復讐の調べ」に登場するピアノ教師。デレク・オカダに息子をひき逃げで殺されるが、その父でヤクザの大物ジミー・オカダに脅されて偽の証言をさせられていた。
その後ジョンは独力でプロの暗殺者並の技術を身に着け復讐を始める。オカダのビルに乗り込み部下を皆殺しにしたのち、駆け付けたFIVE-0に制止されるがデレクを射殺して復讐を完遂し逮捕される。
ハリー・テイラー (Harley Taylor)
演 - レオナルド・ナム、吹替 - 阿部竜一
シーズン8第4話「ハッカーの策略」に登場。盲目だが「モゲラ」の名で知られ、レジェンドと呼ばれるほどの凄腕ハッカー。盲目ゆえに音を活用した独特の操作をする。
政府のサーバーにアクセスしたことをアーロン・ライトに脅迫されて時間稼ぎのための手駒に利用される。それが判明した後はFIVE-0に協力してアーロンのクラウドをハックして情報を引き出す。
セバスチャン・ウェイク (Sebastian Wake)
演 - ジェイムズ・フレイン、吹替 - 清水明彦
シーズン8第5話「伝説を抱く森」に登場。フロリダの刑務所に収監中の死刑囚で、刑の執行直前にルーを呼び出した殺し屋だった男。
クレイが妻を殺したこととルーの殺害依頼を語る証拠の音声テープをルーに残す。
マリッサ・ウォーカー (Marissa Walker)
演 - ミシェル・キャロル、吹替 -
シーズン8第5話「伝説を抱く森」に登場。20年前に12歳で誘拐されレイプされた少女で、森に縛られて放置、猪に襲われて顔に酷い傷を負っており現在は行方不明だった。
20年前の事件では彼女を一人にした姉を恨んでおり、その娘レイシーを拉致して自分に起きた惨劇を再現しようとする。
レイシーは保護されるがマリッサは森の中を逃走、彼女と思われる人物がレイシーの自宅の様子を覗う不穏な描写がされるがそれ以降の登場などはない。
レイラ(Layla)
演 - アンナ・エンガー、吹替 -松本沙羅
シーズン8第7話「波立つ心」に登場。ジュニアがシールズに入る前に交際していた女性。シーズン9第17話では銀行強盗の一味だった彼女の夫トーリをジュニアは射殺してしまう。
またカイという息子が生まれている。
モニーク・シムズ(Monique Sims)
演 - アレクサンドラ・チャンド、吹替 - 小林さやか
シーズン8第9話「死のクルージング」に登場。セレニティ号から脱出した遭難者。
ウクライナの化学兵器計画を仕切っていたコズロフが持ち出したウイルスを売ろうとしていたが事故でウイルスが漏れたため脱出。
ウイルスが手に入らないと知った取引相手に金の返却をしようとしたところを逮捕。隠していた解毒剤はスティーヴ達に届けられるが、経過観察のためFIVE-0メンバーは隔離されることになる。
レイ・ガードナー(Ray Gardner)
演 - ダニエル・ケイモン、吹替 - 蜂須賀友隆
シーズン8第10話「未来を夢見て」に登場。第9話でのウイルス感染で隔離されていたFIVE-0メンバーの病室に乗り込んで、ダニーを銃撃後に自殺した男。
ダニーは顔を覚えていなかったがニュージャージー時代に担当したDV被害者の女性ブルックの夫で、復讐のためダニーを追ってきていた。
ダニーがホノルルにいるのをヴィトから聞き出していたことがシーズン8第16話で判明。
フランク・ベラ(Frank)
演 - ジェイソン・レッドマン、吹替 - 佳月大人
シーズン8第11話「クリスマスの天使たち」に登場。ジュニアがつれてきた退役軍人達の一人で、犯人達が逃げ込んだショッピングモールで働いていたことがあり店舗の構造に詳しい。階級は少佐。
通信特技兵のケコア、左腕が義手のレジー、衛生兵のジョーシー、脚を失い車椅子に乗った爆発物の専門家ヘンリーと共にFIVE-0に協力する。ダニーの語りでは天使たちということになっている。
ダグラス・フィッシャー(Agent Fischer)
演 - キップ・パルデュー、吹替 - 佐藤拓也
シーズン8第12話「流血の抗争」に登場するFBI捜査官。頻発する組織犯罪の対策のためハワイへやって来たがノリコによって爆弾テロで妻子と共に殺害される。
組織犯罪多発の影にはミッシェルの死とアダムの帰還が関係していると考えていた。
コリン・マクニール(Agent Colin McNeal)
演 - ゴンザロ・メネンデス、吹替 -
シーズン8第12話「流血の抗争」からフィッシャーと共に登場するスキンヘッドのFBI捜査官。
裏でノリコとつながっておりアダムをマークしていたが、ヒデキの遺体にノリコの存在を示唆するDNAを故意に付着させるなどしており、これがノリコの怒りを買い殺害される。
ジェシー・ノムラ(Jessie Nomura)
演 - クリスティン・コウ、吹替 - 冨樫かずみ
シーズン8第14話「のみこんだ秘密」より登場。スティーヴから依頼を受けたアダムがヒデキ・タシロの元へ潜入させた女性。アダムがキムラから引き出した金を持ち逃げするが殺害される。
ヒデキ・タシロ(Hideki Tashiro)
演 - アーロン・ヨー、吹替 - 藤崎卓也
シーズン8第15話「ジャングルの奥深く」に登場するヤクザ。ミッシェルの残した2千万ドルを探しておりアダムを拘束するがノリコに殺害される。
ヴィト(Uncle Vito)
演 - ヴィンセント・パストーレ、吹替 - 田村勝彦
シーズン8第15話「ジャングルの奥深く」、第16話「ダーティー・マネー」に登場。ダニーが「ヴィトおじさん」と慕う旧知の男性。
スティーヴとダニーのレストラン開店の手伝いにニュージャージーから呼び寄せるが、そのお調子者の性格にダニー達は振り回される。
ブルック・ガードナー(Brooke Gardner)
演 - ジョアンナ・クリスティー、吹替 - 樋口あかり
シーズン8第18話「前に進んで今」に登場。ニュージャージー時代にダニーが担当したDV被害者の女性。ダニーの献身的な対応で夫とは別れ、立ち直っている。
ノリコ・ノシムリ(Noriko Noshimuri)
演 - スーザン・パーク、吹替 - 久嶋志帆
シーズン8第19話「父の執念」から登場。ヒロ・ノシムリの隠し子でアダムの腹違いの妹。アダムやマイケルにはその存在を隠されており、誰にも知られていないことを利点として暗躍していたが
マクニールが後々の取引材料とするためにヒデキの遺体に彼女のDNAを意図的に残したことからその存在が明るみに出てしまう。
コノやチンを人質にする形でアダムにシオマの金を持ってくるよう迫るがキムラによって殺害される。
キムラ(Mr. Kimura)
演 - ダナ・リー、吹替 - 村松康雄
シーズン8第19話「父の執念」から登場。表向きは木村盆栽保育園を営んでいるが、全派閥のヤクザの非公式な銀行としての役割を担っている老人。
本来ノシムリのものであったシオマの隠した金を見つけ出していたアダムは金を彼に預けており、ノリコからの脅迫でやむを得ずこれを引き出す。
ヤクザ全体の利益を守るつもりでノリコを殺害し、金を回収していたがノリコ殺害の罪をアダムになすりつけたことで中立の存在ではなくなったとマスダ達にみなされ排除されることになり、FIVE-0としてのアダムに引き渡される。
グリア(Greer)
演 - ロシェル・エイツ、吹替 - 園崎未恵
シーズン9第1話「アルクトゥールス号の謎」から登場するCIA捜査官。キャサリンと会う前のスティーヴと肉体関係を持っていた。
CIA局員が連続で事故死している件をミラーと共に追っていたが正体は中国寄りの二重スパイ。CIAのスパイとして中国側に潜入していたティーグを始末しようとして失敗し逮捕される。
シーズン9第10話から再登場。2002年モロッコでのカマル・ハッサン殺害作戦のメンバー情報を息子のオマール・ハッサンに漏らすが、
逆にハッサンから居場所を聞き出したスティーヴ達に隠れ家を襲撃されてキャサリンに射殺される。
ケオ警部(Captain Keo)
演 - エリック・ステインバーグ、吹替 -
シーズン9第2話「空から落ちてきた男」から登場。警察学校時代のタニの教官で、彼を殴ったことがタニの放校の原因。規律を重んじる厳格な人物。タニがアダムの家から発見した銃の鑑定を依頼する。
シーズン9第5話でタニに銃の鑑識結果を伝えに再登場。銃はノリコを殺害した銃という結果が出た。
ボー・ブラッドリー(Bo bradley)
演 - パット・ギルバート、吹替 -
シーズン9第5話「ハロウィーンの思い出」に登場。キャンプ場近くの森に住む老人で、ジェリーは少年の頃から殺人事件の犯人だと信じて行方不明の少女スザンナ・ツムロの遺体を探していた。
実際にはただの世捨て人であり、人を寄せ付けないために噂もあえて否定していなかった。真犯人だったキャンプの指導員モーガンにジェリー達が襲われる危機を救う。
ミルトン・クーパー(Old Milton)
演 - リチャード・ハード、吹替 -
シーズン9第7話「ハワイ迷宮事件簿」に登場。スティーヴの祖父の友人で元ホノルル市警の刑事。スティーヴの祖父が集めていたチャン・アパナ唯一の未解決事件の資料をスティーヴに渡す。
スティーヴの夢の中でのミルトンはスコット・カーンが演じている。またシリーズを通すと第200話目になるこの回では全編で唯一、特別にレトロな曲調のオープニングテーマが使用されている。
パーシー・グローヴァー(Percy Grover Jr.)
演 - クリフトン・パウエル、吹替 -
シーズン9第8話「感謝祭はつらいよ」に登場。ルーの兄だがその関係は非常に悪く、事あるごとに喧嘩をしている。
高い料理の腕前を持ち、彼の作るクイニーアマンはカマコナも気に入って商品として契約する。シーズン9第24話にも登場。
ジーン・ワハレ(Gene Wahale)
演 - カラエ・チュン、吹替 -
シーズン9第9話「正義のヒーロー」に登場。ナイトセンティネルとして地元の平和を守るために活躍していた動画配信者だが殺害されてしまう。
ナイトセンティネルを主人公としたコミックを出版しようと残されていた原稿から、FIVE-0は記者だった父親が調査していた実話である部分を見つけ出す。
未完成だったコミックはジェリーがその遺志を継いで出版に漕ぎつける。この事件の結末部分はそのコミックを元にしたアニメ調の演出がされている。
オマール・ハッサン(Omar Hassan)
演 - ベン・ユーセフ、吹替 -
シーズン9第10話「陽の落ちるとき」から登場。モロッコで武装勢力の支援もしていたテロリストのリーダー、カマル・ハッサンの息子で2002年にジョー・ホワイト率いるシールズに父を殺害される。
グリアから得た情報を元に復讐のためにシールズのメンバーを次々と手下に殺害させるが、急襲してきたスティーヴ率いるチームに逮捕される。
ハル(Hal)
演 - ボブ・ヒルターマン、吹替 -
シーズン9第16話「マルチな欲望」に登場。アダムと親しい初老のホームレス男性で、彼の世話をする傍らアダムは彼に手話を教わっていた。
家族と疎遠になっていたが孫娘の誕生日にプレゼントを贈りたいと打ち明けられる。
アマンダ・サヴェージ(Amanda Savage)
演 - ジョーン・コリンズ、吹替 -
シーズン9第18話「理想と現実」に登場。レイチェルの母親でダニーからは元姑にあたる。ダニーとの仲は悪いが、スティーヴをいたく気に入っている。
本人の登場以前からシーズン9第4話でジェリーが読んでいた本の著者としてなどで名前は出ており話題としても上がっている。
ボニー・ピアセン(Bonnie Pearsen)
演 - マッケナ・ジェイムス、吹替 - 梁純夏
シーズン9第20話「38口径」に登場。ジュニアの友人ヒロの知人から銃を買った少女。母親が愛人から暴力を受けているのに不安を感じて購入して隠しておいたが、
逆に母の愛人キャリガンが銃を発見して所持しておりボニーの父と揉み合ううちに暴発してキャリガンは死亡してしまう。
その銃は過去の多数の事件に関わっており、ジョン・マクギャレットが追っていた男ヘスターがデュークらを撃った銃、ダニーがハワイに来た日に遭遇したコンビニ強盗が持っていた銃、
タニの元彼ダミアンの手下が持っていた銃、それらはすべてこのひとつの銃だった。
タラ・チュー(Dr. Tara Chu)
演 - ペイジ・レオン、吹替 -
シーズン9第22話「残された花嫁」に登場する外科医。ノエラニの恩師だったが過去の医療ミス事件が原因で職を追われ、現在は闇医師となっている。
タミコ・マスダ(Tamiko Masuda)
演 - ブリタニー・イシバシ、吹替 - 竹内夕己美
シーズン9第22話「残された花嫁」から登場。ヤクザのボスであるハジメ・マスダの娘でアダムの幼馴染。かつては親同士の間でアダムとの許嫁に決まっていた。
FBIの潜入捜査官であったケヴィン・オカダと婚約していたが結婚式当日に現れず、アダムに助けを求める。
ハジメ・マスダ(Hajime Masuda)
演 - サニー齋藤、吹替 - さかき孝輔
シーズン9第9話「正義のヒーロー」でキムラを粛清する際に他のヤクザの大物達と共に初登場するが、本格的に登場するのはシーズン9第22話から。
オカダの正体を知りつつもタミコにはオフショア口座で金を持たせて結婚後は娘の幸せのため、二人には自分達の元から姿を消させるつもりでいた。
アダムとの面識もあるが、娘のタミコを何より大切に思っており彼がタミコと関係を深めているのは快く思っていない。シーズン10第10話でその跡目を狙うケンジの謀略によって殺害される。
プリンセス(Princess)
演 - ロリ・ペレナイス・トゥイサノ、吹替 - 斉藤こず恵
シーズン10第5話「ハロウィンに奴が来た」に登場。仕事を手広く展開して手が足りなくなったカマコナの手伝いにラスベガスから来たフリッパの母。シーズン10第9話にも登場。
トゥンデ
演 - ジョニー・ベリーマン、吹替‐藤野蒼生
シーズン10第5話「ハロウィンに奴が来た」に登場するマックスの養子
キモ(Kimo)
演 - デレク・ミアーズ、吹替 -
シーズン10第5話「ハロウィンに奴が来た」に登場する大男。元シスターのイーディスに幽閉状態で育てられていた男性。
身体が大きく歪んでおり、マックスは遺伝子上の突然変異と診ている。実の母はデコスタ修道院長で、虹彩異色症の影響で左目が茶色・右目が青色である特徴も受け継いでいる。
スクーター(Scooter)
演 - トム・アレン、吹替 - 平井貴大
シーズン10第6話「ドラッグ・オンデマンド」に登場。スキーズとコンビで活動している人気動画配信者。
知事からの依頼で警察官募集動画作成のためにFIVE-0を密着取材する。スキーズ共々おバカなノリだが、タニとクインに協力して事件を解決に導く。
スキーズ(Skeez)
演 - ジョン・バー、吹替 - 吉田丈一郎
シーズン10第6話「ドラッグ・オンデマンド」に登場。スクーターとコンビで活動している人気動画配信者。
シボーン(Siobhan)
演 - ニア・ホロウェイ、吹替 - 弘松芹香
シーズン10第8話「たとえ道に迷っても」に登場。彼女の父親が友人であるルーも気にかけて面倒を見ている。
優秀なバスケットボールの選手でハワイの大学での推薦入学試験ではチームに欲しいとまで言われるが、過去に起こした事件を問題視されている。
父親にはバスケット選手として期待されているが本心では警察官になりたいと思っていた。シーズン10第15話にも登場し警察学校に通っている。
ケンジ・ヒガシ(Kenji Higashi)
演 - フェルナンド・チェン、吹替 - 野島裕史
シーズン10第10話「過去のあやまち」から登場。ハジメ・マスダの組織の若頭。タミコを人質にマスダを亡き者にして跡目を継ごうと画策する。
マスダを謀略により殺害した後は思惑通り後釜に座り、シーズン10で起こるヤクザ絡みの犯罪を影で糸を引き、弱みを握ったアダムを翻弄する。
その後、シーズン10第18話「波しぶきに消えて」において、自らが行った殺人の証拠を手に入れたアダムの元へ刺客を送り込むが返り討ちにされ、逃亡しようとしていたところをFIVE-0に急襲され銃撃戦となり、最後は追跡してきたアダムの手によって逮捕された。
ダイユ・メイ(Daiyu Mei)
演 - ユージニア・ユアン、吹替 - 唐沢潤
シーズン10第11話「悪には悪を」から登場。ウォー・ファットの妻。夫を殺したスティーヴへの復讐とドリスが残した金を狙っていた。
ドリスの遺産の金の在り処を示す暗号を求めてダニーを誘拐、人質にする。シーズン10第22話ではドリスの以前の墓所から金を回収後、逃走するが部下を顔認識で追跡され確保、逮捕される。
なぜ暗号の存在とその暗号が金の在り処を示していると知っていたのかは語られていない。また金は取り戻したようだがスティーヴは受け取っていない。
ルーク・テータム(Luke)
演 - コビー・ライアン・マクローリン、吹替 - 中尾一貴
シーズン10第13話「紳士の嗜み」に登場。チャーリーをいじめていた少年ブレイクの父親。
ダニーに強引に問い詰められるが、離婚問題で苦しんでいたことがわかるとダニーも同情的になり和解、子供達同士も関係を回復した。
ゼヴ・シャハム(Zev Shaham)
演 - アロン・アブトゥブール、吹替 - 牛山茂
シーズン10第13話「紳士の嗜み」に登場。アリイ・アイナ・ゴルフクラブのセキュリティ責任者。発見された死体をめぐって、たまたま居合わせたルーの相棒となって捜査に奮闘する。
リョウ(Ryo)
演 - マイク・ハギワラ、吹替 - 佐々木勝彦
シーズン10第13話「紳士の嗜み」に登場。日本に在住するヤクザの組長。
ケンジの一件について相談に来たアダムに、ケンジには手を出させないことを約束するかわりにFIVE-0に復帰して自身の内通者となるよう命じた。
ジョアンナ(Joanna)
演 - ケイト・シーゲル、吹替 - 雨蘭咲木子
シーズン10第14話「名も知らぬ花」に登場。ダニーがバーで出会った女性。意気投合し、ダニーの車で送る途中、対向車のわき見運転が原因で道路脇へ車ごと転落。
ダニーの必死の手当も空しく、名前を聞くこともできないまま亡くなってしまう。名前はシーズン10第15話で遺族と対面する際にダニーから語られる。
リンカーン・コール(Lincoln Cole)
演 - ランス・グロス、吹替 - 東地宏樹
シーズン10第21話「英雄の苦悩」と22話「アロハ」に登場。海兵隊対テロ保安チームの一等軍曹で、パープルハート勲章を受章した英雄だったが、過去の作戦での悔いから無断で離隊。
マイケル・エリントンを名乗ってカフェで働いており、客の親子が事件に巻き込まれていると気付き救出するが身元が割れるのを恐れ逃走。スティーヴも手こずる卓越した戦闘技術を持つ。
助けた親子が弟の仇を狙うアコスタの一味に再び人質にされるが、同じ頃に憲兵に確保されてしまう。
だがそこからも速やかに逃走しFIVE-0と協力して親子を救出、その後は海兵隊総司令官からFIVE-0に身柄を預けられ行動を共にする。
スティーヴにドリスの死後に届けられた暗号を解読できる者を手配するなどの手助けもした。最後にスティーヴが旅立つ際には留守を任されている。
フィリップス(Sgt. Major Phillips)
演 - チャック・ノリス、吹替 - 津嘉山正種
シーズン10第21話「英雄の苦悩」に登場。コールの元上官で、逃走した彼を匿っていた。

### NCIS:LAより
ケンジー・ブライ (Kensi Blye)
演 - ダニエラ・ルーア、吹替 - 田中敦子
シーズン2第6話｢グッド・ファイト｣にジョー・ホワイトの友人としてゲスト出演。NCIS:LA捜査官。ジェームソン知事の部屋での映像から読唇術で会話内容を読み取る協力をする。なお本人は自分の父について調べるためにハワイに来ていた。
また、シーズン2第21話｢感染｣（『NCIS:LA 〜極秘潜入捜査班』シーズン3第21話とのクロスオーバーエピソード前半）にも登場する。
スティーヴからはジョーの2番目の妻に似ているとして恋愛関係を疑われていた。
G・カレン (G. Callen)
演 - クリス・オドネル、吹替 - 森川智之
シーズン2第21話に登場。NCISロサンゼルス支局OSP（Office of Special Projects、特別捜査官現場対応チーム）主任。
ダニーから捜査協力を要請された際、事件に自身と因縁の深いコメスク一族（後述）が絡んでいることを知り、ハンナと共にハワイを訪れる。
サム・ハンナ (Sam Hanna)
演 - LL・クール・J、吹替 - 大川透
NCISロサンゼルス支局OSP上級捜査官。
コメスクがNCISの監視対象となっていることに加えシールズ時代のスティーヴの友人であることから、ダニーより電話で直接捜査協力要請があり、カレンと共にハワイ入りする。
ダニーの車にウィニフレッドと名前を付ける。
ドラクル・コメスク (Dracul Comescu)
演 - クレイグ・ロバート・ヤング、吹替 - 里卓哉
『NCIS:LA』本編でOSPにより壊滅させられたルーマニア系マフィア＝コメスク一族の生き残り。
殺人事件の現場に指紋が残っており捜査線上に浮かんだことからFIVE-0はカレン達に協力を求めることになる。
天然痘ウイルスの取引のために姿を現すが捕捉されウイルス（プロドマン博士にすり替えられた偽物だがドラクルは本物だと思っていた）を撒こうとしたところをカレンに射殺される。

### 私立探偵マグナム（2018年版）より
シーズン10第12話は『私立探偵マグナム』シーズン2第12話とのクロスオーバーエピソードになっている。旧作でも両作のクロスオーバーは企画されたが実現しなかったものが今作で実現した形になる。
ちなみにシーズン3第19話ではマグナムの話をしていたりする。
トーマス・マグナム (Thomas Magnum)
演 - ジェイ・ヘルナンデス、吹替 - 坂詰貴之
シーズン10第12話「探偵調査員あらわる」にゲスト出演。
ダニエル・ホンの妻から浮気調査を依頼されていたところ、監視先の部屋にFIVE-0が乗り込んできたため部屋の電話へ接触をしたことから捜査に協力することになる。
ジュリエット・ヒギンズ (Juliett Higgins)
演 - パーディタ・ウィークス、吹替 - 佐古真弓
シーズン10第12話「探偵調査員あらわる」にゲスト出演。元MI6のイギリス人女性。
オーヴィル・“リック”・ライト (Orville "Rick" Wright)
演 - ザカリー・ナイトン、吹替 - 綿貫竜之介
シーズン10第12話「探偵調査員あらわる」にゲスト出演。ヘス兄弟をスティーヴが倒したことを知っておりTC共々、スティーヴを尊敬している。シーズン10第18話にも登場。
セオドア・“TC”・カルヴィン (Theodore "TC" Calvin)
演 - スティーブン・ヒル、吹替 - 藤井隼
シーズン10第12話「探偵調査員あらわる」にゲスト出演。

## エピソード
| シーズン | シーズン | エピソード | 米国での放送日 | 米国での放送日 |
| シーズン | シーズン | エピソード | 初回           | 最終回         |
| -------- | -------- | ---------- | -------------- | -------------- |
|          | 1        | 24         | 2010年9月20日  | 2011年5月16日  |
|          | 2        | 23         | 2011年9月19日  | 2012年5月14日  |
|          | 3        | 24         | 2012年9月24日  | 2013年5月20日  |
|          | 4        | 22         | 2013年9月27日  | 2014年5月9日   |
|          | 5        | 25         | 2014年9月26日  | 2015年5月8日   |
|          | 6        | 25         | 2015年9月25日  | 2016年5月13日  |
|          | 7        | 25         | 2016年9月23日  | 2017年5月12日  |
|          | 8        | 25         | 2017年9月29日  | 2018年5月18日  |
|          | 9        | 25         | 2018年9月28日  | 2019年5月17日  |
|          | 10       | 22         | 2019年9月27日  | 2020年4月3日   |

## 製作
2010年10月21日にCBSはHawaii Five-0シーズン1を24話発注したと発表した。2011年5月15日にはシーズン2の発注が行われ、CBSは2011年6月28日にシーズン2が2011年9月19日月曜日からスタートすると発表。

## 放送
この番組はアメリカではCBSで2010年9月20日に初放送された。カナダのGlobal TVとNTVでアメリカ合衆国と同時刻に初放送された。 他に数か国で放送されており、その中には日本も含まれている。
- BS日テレ、テレビ東京『ランチチャンネル』枠、（2015年9月29日から12月4日までシーズン1・シーズン2）（2016年2月9日から3月14日までシーズン3）（2016年9月28日から12月6日までシーズン4・シーズン5）（2017年5月29日から6月30日までシーズン6）（2018年1月30日から3月6日までシーズン7）
- メ～テレ枠、（2017年7月30日(深夜)から2017年12月25日(深夜)までシーズン1）
- Dlifeでは(2017年2月23日からシーズン1〜シーズン5）（2019年6月からシーズン6）
- TVQ九州放送枠、（2021年1月14日からシーズン7）
- 関西テレビ放送枠（2021年4月11日からシーズン8）